# 笑っていいとも!特大号

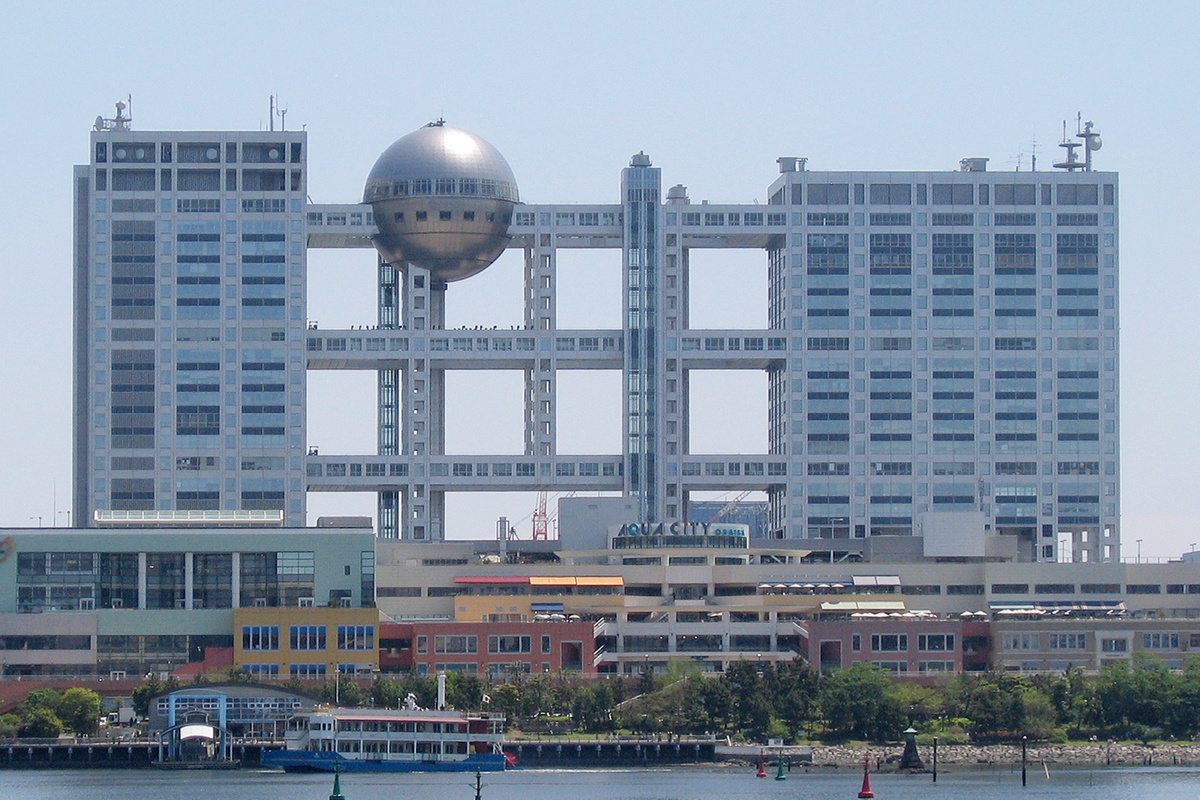
2012年・2014年のグランドフィナーレで本会場として番組の生放送が行われる場合に使用されていたフジテレビ本社「FCGビル」（東京都港区台場）

『笑っていいとも!特大号』（わらっていいとも とくだいごう）は、フジテレビ系列にて1982年から2014年まで年末年始に生放送が行われていた『森田一義アワー 笑っていいとも!』の豪華版（スペシャル放送）である。通称は「特大号」「いいとも!特大号」。モノラル放送（モノステレオ放送）、ハイビジョン制作を実施していた。

## 概要
平日正午から生放送がされていた『森田一義アワー 笑っていいとも!』と異なり、総合司会者の森田一義（タモリ）、いいとも青年隊・少女隊・AD隊、全曜日レギュラー陣、各曜日フジテレビアナウンサー達が揃って生総出演し、毎年、総勢40名以上の芸能人達が一挙にスタジオアルタに集結する。
東京都新宿区新宿駅東口前の新宿アルタ7階にあるスタジオアルタから生放送を行っていたが、2012年は港区台場のフジテレビ本社スタジオから生放送が行われた。
放送内容としては、平日の各曜日レギュラー日替わりコーナーのスペシャル放送版（2-3コーナー）や1年間の『テレフォンショッキング』を昨年の『特大号』の翌日以降の平日の『いいとも!』から『特大号』当日までをダイジェスト形式（名珍場面集）で総合司会の森田一義（タモリ）と各曜日レギュラー陣と振り返り、紹介するほか、年に1度の恒例の全各曜日レギュラー陣が参加の『いいとも!ものまね歌合戦』が行われる。また、エンディングでは『曜日対抗いいとも!選手権』 → 『曜日対抗いいともCUP』の年間総合優勝チームが不定期で表彰される。
毎年12月の第4 - 5週目（12月23日 - 12月30日の期間）の年末年始に放送されるのが恒例だったが、第2回および第3回は1月1日に、第4回・第6回は6月中旬に放送された。
2013年10月22日に『笑っていいとも!』が2014年3月末を以って放送を終了することが発表されたため、2013年12月25日の第35回を以って年末の『特大号』が幕を下した。そして、レギュラー放送の終了日である2014年3月31日には32年の集大成を込めて、『グランドフィナーレ 感謝の超特大号』が放送された。これにより、特大号は全36回となった。

## 出演者

### 総合司会・アシスタント
| 開催年 | 開催年 | 総合司会 | アシスタント（メンバー） |
| ------ | ------ | -------- | ------------------------ |
| 1982   | 1984   | 森田一義 | いいとも青年隊           |
| 1985   |        | 森田一義 | 新いいとも青年隊         |
| 1985   |        | 森田一義 | いいともスタッフ隊       |
| 1986   |        | 森田一義 | 半熟隊                   |
| 1987   | 1988   | 森田一義 | チャイルズ               |
| 1989   | 1990   | 森田一義 | K・Chaps!                |
| 1991   |        | 森田一義 | World Boys               |
| 1992   | 1993   | 森田一義 | 工藤兄弟                 |
| 1994   | 1996   | 森田一義 | あさりど                 |
| 1997   | 1999   | 森田一義 | With T                   |
| 2000   | 2002   | 森田一義 | T3                       |
| 2003   | 2005   | 森田一義 | イワン&ジョン            |
| 2006   | 2007   | 森田一義 | まこと&かずき            |
| 2008   | 2009   | 森田一義 | リン・ナオミ             |
| 2010   |        | 森田一義 | クルット&ハリー          |
| 2011   | 2014   | 森田一義 | noon boyz                |

### 全曜日レギュラー陣
- 『笑っていいとも!レギュラー出演者一覧』参照のこと。

### アシスタントアナウンサー
- 1987年から番組終了まで、毎年フジテレビ各女性・男性アナウンサー・テレフォンアナウンサーのうちの1人が担当。アシスタントとはいえ、一部コーナーアシスタントや『いいとも!ものまね歌合戦』の進行担当のみである（フジテレビアナウンサー、または当時フジテレビアナウンサー）。

★は増刊号担当アナウンサー。
| 開催年          | アシスタントアナウンサー                                                  |
| --------------- | ------------------------------------------------------------------------- |
| 1987年 - 1994年 | 中井美穂★                                                                 |
| 1995年 - 2000年 | 西山喜久恵★                                                               |
| 1997年          | 西山喜久恵、富永美樹                                                      |
| 2001年          | 大坪千夏                                                                  |
| 2002年          | 深澤里奈                                                                  |
| 2003年          | 梅津弥英子                                                                |
| 2004年 - 2005年 | 中野美奈子★                                                               |
| 2006年・2008年  | 斉藤舞子★                                                                 |
| 2007年          | 渡辺和洋                                                                  |
| 2009年 - 2010年 | 中村光宏                                                                  |
| 2011年 - 2012年 | 生野陽子                                                                  |
| 2013年          | 生野陽子（フグ田サザエ）・三田友梨佳（高橋みなみ）・竹内友佳（磯野波平）★ |
| 2014年          | 西山喜久恵・生野陽子                                                      |

### ゲスト
| 開催年 | コーナーゲスト                                     | 詳細・出来事 |
| ------ | -------------------------------------------------- | --- |
| 1990年 | 小西聖子（心理学者）                               | 『それ絶対やっちゃダメ! 特大号スペシャル』より。 |
| 1990年 | 横森良造                                           | 『グランドスペシャル いいとも!印紅白ものまね歌合戦』より、伴奏担当。 |
| 1993年 | 畑正憲                                             | 『決定!'93 いいとも!重大ニュース』より。 |
| 1995年 | シャ乱Q                                            | オープニングの「ウキウキWATCHING」（『特大号バージョン』）を 森田一義（タモリ）・全曜日レギュラー陣の大合唱直後に登場、月曜日チームとして参加。 |
| 1995年 | 伊多孝夫（ブルース・リー少年）                     | 『ブルース★リークイズ!』より。 |
| 1995年 | 悪役商会（高原敏明・滝川健）                       | 『ブルース★リークイズ!』より。 |
| 1998年 | スリーアミーゴス                                   | オープニングのウキウキウォッチング（SPバージョン）の後に登場、水曜日チームとして参加。 |
| 1998年 | 深田恭子                                           | 『クイズおしゃれ泥棒 クリスマススペシャル』より。 |
| 1998年 | ガッツ石松                                         | 『Mr.ビジョアル系 クリスマススペシャル』より。 |
| 1998年 | カイヤ川崎                                         | エンディングより。年内最後の放送となる25日に夫婦共演となった。 |
| 1999年 | 和田アキ子                                         | 『マネージャー事情聴取 犯人は誰だ!特大号スペシャル』より。 |
| 1999年 | 水野晴郎                                           | 『Mr.ビジョアル系 年忘れスペシャル』より。 |
| 2000年 | 丹波哲郎                                           | 『マネージャー事情聴取 犯人は誰だ!特大号スペシャル』より。 |
| 2000年 | 桂三枝（現・六代目桂文枝）                         | 『Mr.ビジョアル系 年忘れスペシャル』より。 |
| 2001年 | 木村拓哉（SMAP）                                   | 『関係者事情聴取 犯人は誰だ!特大号スペシャル』より |
| 2002年 | 江口洋介                                           | 『関係者事情聴取 犯人は誰だ!特大号スペシャル』より。 |
| 2002年 | さかなクン                                         | 『いいとも!ものまね歌合戦』よりご本人登場として出演。 |
| 2003年 | 藤木直人                                           | 『ゲストは大事なお客様 特大号スペシャル』より（成田に到着した影響で間に合わず「紅白対抗！この人は誰の初恋の人クイズ」の後攻・紅組の正解発表後に登場）。 |
| 2003年 | 我修院達也                                         | 『いいとも!ものまね歌合戦』よりご本人登場として出演。 |
| 2003年 | プリンセス天功                                     | 水曜レギュラー・『いいとも!ものまね歌合戦』よりご本人登場として出演。 |
| 2004年 | 松平健                                             | 『ゲストは大事なお客様 特大号スペシャル』より。 |
| 2004年 | 美山加恋                                           | 『いいとも!ものまね歌合戦』より、電話出演。但し未成年のため労働基準法違反を防ぐため、電話での出演となった。 |
| 2004年 | ふじいあきら                                       | 『いいとも!ものまね歌合戦』よりご本人登場として出演。 |
| 2005年 | 森光子                                             | 『一流芸能人はオーラが命!特大号スペシャル』より。 まちゃまちゃ・アンガールズは、森のダミー役で出演。 |
| 2005年 | まちゃまちゃ                                       | 『一流芸能人はオーラが命!特大号スペシャル』より。 まちゃまちゃ・アンガールズは、森のダミー役で出演。 |
| 2005年 | アンガールズ（田中卓志・山根良顕）                 | 『一流芸能人はオーラが命!特大号スペシャル』より。 まちゃまちゃ・アンガールズは、森のダミー役で出演。 |
| 2007年 | IKKO                                               | 『いいとも!ものまね歌合戦』よりご本人登場として出演。 |
| 2007年 | 小島よしお                                         | 仮いいとも!レギュラーより。 |
| 2009年 | 島田秀平（手相鑑定士）                             | 『いいとも!手相王座決定戦』より。 |
| 2009年 | 水無昭善（オネエすぎるお坊さん）                   | 『いいとも!手相王座決定戦』より。 |
| 2010年 | 渡部陽一（戦場カメラマン）                         | 『増刊号』から特別取材班として金曜チームで参加。 |
| 2010年 | もっぷん                                           | 『いいとも!ものまね歌合戦』よりオープニングアクターとして登場。 |
| 2010年 | 楽しんご                                           | 『いいとも!ものまね歌合戦』よりご本人登場として出演。 |
| 2011年 | 森大衛（書道家）                                   | 『生で書き納め!達筆王SP』より。 |
| 2011年 | 山本寛斎                                           | 審査員ゲストとして客席より参加。エンディングでは全員ステージへ。 |
| 2011年 | 大地真央                                           | 審査員ゲストとして客席より参加。エンディングでは全員ステージへ。 |
| 2011年 | 茂木健一郎                                         | 審査員ゲストとして客席より参加。エンディングでは全員ステージへ。 |
| 2011年 | 小島慶子                                           | 審査員ゲストとして客席より参加。エンディングでは全員ステージへ。 |
| 2011年 | 大島優子（AKB48）                                  | 『いいとも!ものまね紅白歌合戦』よりオープニングアクターとして本人登場。 |
| 2011年 | 柏木由紀（AKB48）                                  | 『いいとも!ものまね紅白歌合戦』よりオープニングアクターとして本人登場。 |
| 2012年 | 森大衛（書道家）                                   | 『今年の書き納め!達筆王決定戦』より。 |
| 2012年 | 金子ナンペイ（イラストレーター）                   | 『いいとも!似顔絵王決定戦』より。 |
| 2012年 | 澤穂希                                             | 『いいとも!ものまね紅白歌合戦』の審査員ゲストとして客席より参加。 |
| 2012年 | 吉田沙保里                                         | 『いいとも!ものまね紅白歌合戦』の審査員ゲストとして客席より参加。 |
| 2012年 | 大島優子（AKB48）                                  | 『いいとも!ものまね紅白歌合戦』の審査員ゲストとして客席より参加。 |
| 2012年 | 柏木由紀（AKB48）                                  | 『いいとも!ものまね紅白歌合戦』の審査員ゲストとして客席より参加。 |
| 2012年 | 渡辺麻友（AKB48）                                  | 『いいとも!ものまね紅白歌合戦』の審査員ゲストとして客席より参加。 |
| 2012年 | スギちゃん                                         | 『いいとも!ものまね歌合戦』よりご本人登場として出演。 |
| 2012年 | 千原せいじ（千原兄弟）                             | 『いいとも!ものまね歌合戦』よりご本人登場として数秒間出演。 |
| 2013年 | ふなっしー(千葉県船橋市の非公認ゆるキャラ)         | 『いいとも!ものまね紅白歌合戦』よりご本人登場して出演。 |
| 2013年 | ちっちゃいおっさん(兵庫県尼崎市の非公認ゆるキャラ) | 『いいとも!ものまね紅白歌合戦』よりご本人登場して出演。 |
| 2013年 | 千原せいじ（千原兄弟）                             | 『いいとも!ものまね紅白歌合戦』よりゲスト出演。 |
| 2013年 | 田中卓志（アンガールズ）                           | 『いいとも!ものまね紅白歌合戦』よりゲスト出演。 |
| 2013年 | 岩尾望（フットボールアワー）                       | 『いいとも!ものまね紅白歌合戦』よりゲスト出演。 |
| 2014年 | 吉永小百合                                         | 千葉県南房総市から中継で出演。タモリにお礼の手紙と花束に加え、ボッテガ・ヴェネタのボストンバッグをプレゼントした。 |
| 2014年 | 明石家さんま                                       | 「タモリ・さんまの日本一の最低男」に出演。 |
| 2014年 | ダウンタウン（浜田雅功・松本人志）                 | タモリとさんまのトーク中に現レギュラーのとんねるず（石橋貴明・木梨憲武）、爆笑問題（太田光・田中裕二）、岡村隆史（ナインティナイン）と乱入。とんねるずと爆笑問題はダウンタウンとの不仲説があり、ダウンタウンが前半に出演、とんねるずと爆笑問題は後半に出演予定であった。岡村は過去に矢部とレギュラー出演したため矢部と共に登場。なお、とんねるずと岡村隆史は曜日不定レギュラー。 |
| 2014年 | ウッチャンナンチャン（内村光良・南原清隆）         | タモリとさんまのトーク中に現レギュラーのとんねるず（石橋貴明・木梨憲武）、爆笑問題（太田光・田中裕二）、岡村隆史（ナインティナイン）と乱入。とんねるずと爆笑問題はダウンタウンとの不仲説があり、ダウンタウンが前半に出演、とんねるずと爆笑問題は後半に出演予定であった。岡村は過去に矢部とレギュラー出演したため矢部と共に登場。なお、とんねるずと岡村隆史は曜日不定レギュラー。 |
| 2014年 | 矢部浩之（ナインティナイン）                       | タモリとさんまのトーク中に現レギュラーのとんねるず（石橋貴明・木梨憲武）、爆笑問題（太田光・田中裕二）、岡村隆史（ナインティナイン）と乱入。とんねるずと爆笑問題はダウンタウンとの不仲説があり、ダウンタウンが前半に出演、とんねるずと爆笑問題は後半に出演予定であった。岡村は過去に矢部とレギュラー出演したため矢部と共に登場。なお、とんねるずと岡村隆史は曜日不定レギュラー。 |
| 2014年 | 木村拓哉・稲垣吾郎（SMAP）                         | レギュラー出演者である中居、香取、草彅と共に出演し、タモリを囲んで『ありがとう』を歌唱。 |

### 中継
| 1986年 | 古舘伊知郎                                                                     | アメ横など                                | |
| 1989年 | 夏木ゆたか、岡村浩栄（当時のタモリの付き人兼運転手）、村上ショージ、ジミー大西 | 東京都内各所                              | 夏木ゆたかはサンタクロースの恰好で、岡村・ショージ・ジミーはたぬきの着ぐるみで出演。 |
| 1990年 | 山中秀樹 （当時フジテレビアナウンサー）                                        | 東京都内各所                              | バニーガールの衣装を着た女性タレント「タモリンガールズ」と共にサンタクロースの恰好で出演。                                                                                                  |
| 1991年 | ルー大柴 （当時月曜レギュラー）                                                | アメ横など                                | 海パン姿で中継先各所を奔走したため、アルタに戻ってくるなり、とても寒かったためか「ベリーコールドだったよ!」と感想を漏らしていた。                                                           |
| 1992年 | 神田利則 （当時月曜レギュラー）                                                | 新宿など                                  | 「どっちが似ててもいいとも!ものまね紅白歌合戦!」に中継で登場。 |
| 1992年 | 島田珠代 （当時金曜レギュラー）                                                | 新宿など                                  | 「どっちが似ててもいいとも!ものまね紅白歌合戦!」に中継で登場。 |
| 1993年 | ローリー寺西 （当時木曜コーナーレギュラー）                                    | 東京都内各所                              | |
| 1993年 | 穴井夕子 （当時金曜レギュラー）                                                | 東京都内各所                              | |
| 1994年 | 入江雅人 （当時火曜レギュラー）                                                | 東京都内各所                              | |
| 1994年 | 近藤サト （当時フジテレビアナウンサー、火曜レギュラー）                        | 東京都内各所                              | |
| 1995年 | 中居正広 （当時木曜レギュラー）                                                | 神宮球場                                  | 特別企画『聖夜の夢でSHOW』開催のため、「ものまね歌合戦」での披露後、番組終盤に差し掛かる前にスタジオアルタを抜け出し、中継先の神宮球場に移動した。                                          |
| 1995年 | 吉沢孝明 （当時フジテレビアナウンサー）                                        | 神宮球場                                  | 『聖夜の夢でSHOW』の司会進行で「吉沢トナカイ孝明」として、トナカイの恰好で出演。 |
| 1995年 | 杉浦広子（現：高木姓） （当時フジテレビアナウンサー）                          | 神宮球場                                  | 『聖夜の夢でSHOW』の司会進行で「杉浦サンタ広子」として、サンタクロースの恰好で出演。 |
| 1995年 | 田原俊彦 （当時金曜レギュラー）                                                | 帝国ホテル                                | 自身のディナーショーを行っている現地から出演。 |
| 1996年 | 山中秀樹 （当時フジテレビアナウンサー）                                        | 新宿・花園神社                            | 特別企画『いいとも!レギュラーそっくりイケてる顔大集合!』の司会進行で出演。 |
| 1996年 | 近藤サト （当時フジテレビアナウンサー）                                        | 新宿・花園神社                            | 特別企画『いいとも!レギュラーそっくりイケてる顔大集合!』の司会進行で出演。 |
| 1996年 | 松岡憲治 （当時曜レギュラー）                                                  | 新宿・花園神社                            | 特別企画『いいとも!レギュラーそっくりイケてる顔大集合!』の特別審査員で出演。 |
| 1996年 | 山本太郎 （当時曜レギュラー）                                                  | 新宿・花園神社                            | 特別企画『いいとも!レギュラーそっくりイケてる顔大集合!』の審査員で出演。 |
| 1996年 | 木佐彩子 （当時フジテレビアナウンサー）                                        | 新宿駅西口・青汁スタンド                  | 『恐怖のドカン大作戦』の青汁をアルタのスタジオへ届けるため青汁スタンドからサンタクロースの格好で出演。                                                                                      |
| 1997年 | 中居正広 （当時火曜レギュラー）                                                | ニッポン放送本社スタジオ （お台場、当時） | この年ラジオ・チャリティー・ミュージックソンのメインパーソナリティを担当。オープニングだけアルタに顔を出し、その後はお台場に戻った。                                                        |
| 1998年 | 笑福亭鶴瓶 （木曜レギュラー）                                                  | 大阪                                      | この出演を最後に、翌1999年から2011年まで『特大号』を欠席。 |
| 2004年 | 相川梨絵 （当時共同テレビアナウンサー、月曜担当テレフォンアナウンサー）        | アルタ前特設ステージ                      | |
| 2004年 | 中村仁美 （当時火曜担当テレフォンアナウンサー）                                | アルタ前特設ステージ                      | |
| 2004年 | 渡辺和洋 （当時水曜担当テレフォンアナウンサー）                                | アルタ前特設ステージ                      | |
| 2004年 | 梅津弥英子 （当時木曜担当テレフォンアナウンサー）                              | アルタ前特設ステージ                      | |
| 2004年 | 戸部洋子 （当時金曜テレフォンアナウンサー）                                    | アルタ前特設ステージ                      | |
| 2004年 | 中野美奈子 （当時日曜担当テレフォンアナウンサー）                              | アルタ前特設ステージ                      | |
| 2012年 | 笑福亭鶴瓶 （木曜レギュラー）                                                  | 都内一部レギュラー陣の実家                | 『いいとも!サンタ1日遅れの主張 クリスマスプレゼント』の中継コーナーで、レギュラー陣の実家の自宅に鶴瓶がサプライズ訪問。「鶴瓶トナカイ」として、トナカイの恰好で出演。                       |
| 2012年 | 西山喜久恵 （フジテレビアナウンサー）                                          | 都内一部レギュラー陣の実家                | 『いいとも!サンタ1日遅れの主張 クリスマスプレゼント』の中継コーナーで、レギュラー陣の実家の自宅に鶴瓶がサプライズ訪問。司会進行役で「西山サンタ喜久恵」として、サンタクロースの恰好で出演。 |
| 2012年 | 佐野瑞樹 （フジテレビアナウンサー）                                            | 都内一部レギュラー陣の実家                | 『いいとも!サンタ1日遅れの主張 クリスマスプレゼント』の中継コーナーで、レギュラー陣の実家の自宅に鶴瓶がサプライズ訪問。司会進行役で「佐野サンタ瑞樹」として、サンタクロースの恰好で出演。   |
| 2012年 | 岩井勇気 （ハライチ）                                                          | 澤部佑（ハライチ）の実家                  | 『いいとも!サンタ1日遅れの主張 クリスマスプレゼント』の中継コーナーで、相方の澤部佑（ハライチ）の実家から中継でゲスト出演した。                                                             |
| ＜注釈＞ - 1 『特大号』において、一部のレギュラー陣やフジテレビアナウンサーなどが関東近郊の何処かへ出向いて中継で出演する場合もある。 - 2 中継担当のレギュラー陣出演者は一旦スタジオアルタでオープニングに出演してから中継先へ出発するか、もしくはそのまま中継先から登場している。 - 3 1998年頃までは通例として行われてきたが、近年はあまり行われていない。 |                                                                                |                                           | |

### ナレーション
いずれも当時フジテレビアナウンサー。
- 鈴木芳彦（2008年度「クリスマスイブ特大号!」、2009年度「フジテレビ開局50周年 特大号」、2014年度「グランドフィナーレ感謝の超特大号」のラインナップ紹介を担当）
- 中村光宏（2011年度「年忘れ特大号!きっと来年はいいともローSP」の「テレフォンショッキング2011」を担当）
- 斉藤舞子（2012年度「年忘れ超特大号今年最後は5時間半がんばっちゃってもいいかな?」と2013年度「ラストクリスマス特大号」を担当）

### レギュラー陣の欠席
- 1993年と1994年については2年連続、当時金曜レギュラーだった明石家さんまが『特大号』を欠席している。さんまはグランドフィナーレ超感謝の特大号にてレギュラー時代のスタッフと確執があったことを正式に認めているものの、この2年分2回において欠席した理由は現在でも不明である。
- 1999年から2011年まで、木曜レギュラーの笑福亭鶴瓶（以下「鶴瓶」）も『特大号』の欠席を続けていた。この理由は鶴瓶曰く、森田一義（以下「タモリ」）が「年齢的に話の合う人がいなくなったんで、レギュラーでいてほしい。」という願いから交換条件として鶴瓶が「正月休みを取りたいから『特大号』だけは勘弁してほしい」とのことである（夏休みおよび年始休みを取れる特権があるのも、タモリとの交換条件による）。番組終了発表から最終回にかけては欠席を続けていた理由を「ものまね歌合戦でやったものまねが観客に受けなかったことが引き金となり、「特大号」への出演を自発的にボイコットするようになった」という趣旨の説明をしていた。
  - 週刊および隔週刊テレビ情報誌のタレントスケジュール欄では、鶴瓶が『特大号』にも出演する旨が書かれている。これは番組および鶴瓶側が情報誌側に鶴瓶不出演を伝えないためだと思われる。
  - なお『特大号』翌日のレギュラー版は、放送があれば通常通り出演。これはテレビ朝日系列『朝まで生つるべ』という年末恒例の仕事があって休みを繰り上げられないため。
  - ちなみに欠席開始前年の1998年は、大阪からの中継でのみ登場（関西テレビのテレビカメラに同伴していた）。
  - また、夏場の「FNSの日」での『増刊号生スペシャル』 にも2001年を最後に、2004年から2011年まで出演していなかったが、2012年の『FNS27時間テレビ 笑っていいとも!徹夜でがんばちゃってもいいかな?』では、11年ぶりに生出演を果たしている。

- - 2012年は、中継担当（上述）と生放送を行っているスタジオ（23時30分の『いいとも!ものまね歌合戦』から番組最後まで）へ14年ぶりに出席。
  - 2013年は最後の『特大号』ということもあり、16年ぶりに全編に渡り出演した。
- 1996年の『特大号』を加藤紀子（当時木曜レギュラー）が欠席している。これについて、翌日の木曜日『いいとも!』の生放送でタモリと木曜レギュラー陣が指摘し、加藤は日本テレビ系列『マジカル頭脳パワー!!』の収録があったことを理由にしている。
- 1998年と1999年ついては2年連続、当時木曜レギュラーだった永井美奈子が『特大号』を欠席している。理由は不明。
- 1999年の『特大号』をビビアンスー（当時木曜レギュラー）が欠席している。理由は不明。
- 2000年は極楽とんぼ（当時月曜レギュラー）の山本圭壱が病気のため欠席。「ものまね歌合戦」も相方の極楽とんぼの加藤浩次が単独で出演をした。
- 2001年『特大号』の内田恭子（当時火曜レギュラー並びにフジテレビアナウンサー、2002年（当時金曜レギュラー）は前半のみ参加）は深夜に同局の『すぽると!』の生放送があるため欠席。ちなみに、2008年・2009年の『特大号』の平井理央（当時金曜レギュラー並びにフジテレビアナウンサー）は前半のみ参加（2002年の内田と同様の扱い）。
- 2004年の『特大号』だけピーコは欠席している。理由は不明。
- 2013年の『特大号』は21時からの放送、『グランドフィナーレ超特大号』は20時からの放送ということもあり、鈴木福（当時Holidayレギュラー）が労働基準法の理由により欠席。

### レギュラー陣の部分欠席
- 1997年の『特大号』は、東幹久（当時水曜レギュラー）が、自身が司会をしていたTBS系列『ワンダフル』の生放送のため、前半のみ参加し途中で退席した。
- 2003年のクリスマスイブ特大号では水曜レギュラーのプリンセス天功は、仕事で遅刻し、ものまね歌合戦でご本人登場として出演した。
- 2007年の年忘れ特大号！ではオリエンタルラジオ・中田敦彦が『テレフォンショッキング2007』のみ不参加となった。
- 2012年の『特大号』は、鈴木福が労働基準法の抵触により出演できないため、18時30分から20時までの出演となった。
- 2014年の『グランドフィナーレ 感謝の超特大号』では、鶴瓶が裏番組『鶴瓶の家族に乾杯』（NHK総合）の出演に伴い、同番組終了まで約45分欠席、その後から合流した。

## 放送概要

### 各回の放送日・放送時間・番組タイトル・視聴率
| 放送年 | 放送回 | 放送日   | 曜日   | 時間                       | 番組タイトル                                                                   | 視聴率                                                      | 備考            |
| --- | ------ | -------- | ------ | -------------------------- | ------------------------------------------------------------------------------ | ----------------------------------------------------------- | --------------- |
| 1982年 | 第1回  | 12月27日 | 月曜日 | 11:00 - 14:00（3時間）     | 笑っていいとも! 特大号                                                         |                                                             | [ 注 24 ]       |
| 1983年 | 第2回  | 1月3日   | 月曜日 | 12:00 - 13:55（2時間）     | 笑っていいとも! 新春版                                                         |                                                             |                 |
| 1983年 | 第3回  | 6月14日  | 火曜日 | 19:30 - 20:54（1時間24分） | 火曜ワイドスペシャル タモリの笑っていいとも!特大号 夜にもひろげよう友達の輪ッ! |                                                             | [ 注 25 ]       |
| 1984年 | 第4回  | 1月1日   | 日曜日 | 18:03 - 20:00（1時間57分） | 笑っていいとも! 元旦特大号                                                     |                                                             |                 |
| 1984年 | 第5回  | 6月12日  | 火曜日 | 19:30 - 20:54（1時間24分） | 火曜ワイドスペシャル 笑っていいとも!特大号 〜夜も生放送〜                      |                                                             | [ 注 26 ]       |
| 1984年 | 第6回  | 12月30日 | 日曜日 | 19:00 - 20:54（1時間54分） | 年忘れ笑っていいとも! 特大号                                                   |                                                             | [ 注 27 ]       |
| 1985年 | 第7回  | 6月11日  | 火曜日 | 19:30 - 20:54（1時間24分） | 火曜ワイドスペシャル 笑っていいとも! 特大号                                    |                                                             | [ 注 28 ]       |
| 1985年 | 第8回  | 12月30日 | 月曜日 | 19:00 - 21:54（2時間54分） | 笑っていいとも! 特大号                                                         |                                                             |                 |
| 1986年 | 第9回  | 12月29日 | 月曜日 | 19:00 - 21:54（2時間54分） | 年忘れ笑っていいとも! 特大号                                                   | 29.3%                                                       | [ 注 29 ]       |
| 1987年 | 第10回 | 12月28日 | 月曜日 | 19:00 - 21:54（2時間54分） | 年忘れ笑っていいとも! 特大号                                                   | 25.4%                                                       | [ 注 30 ]       |
| 1988年 | 第11回 | 12月26日 | 月曜日 | 19:00 - 21:54（2時間54分） | '88笑っていいとも! 特大号                                                      | 28.6%                                                       |                 |
| 1989年 | 第12回 | 12月25日 | 月曜日 | 19:00 - 21:54（2時間54分） | 笑っていいとも! クリスマス特大号                                               | 24.3%                                                       |                 |
| 1990年 | 第13回 | 12月24日 | 月曜日 | 19:00 - 21:54（2時間54分） | 笑っていいとも! イブ特大号                                                     | 22.0%                                                       | [ 注 31 ]       |
| 1991年 | 第14回 | 12月30日 | 月曜日 | 19:00 - 21:54（2時間54分） | 笑っていいとも! 年忘れ特大号                                                   | 26.9%                                                       | [ 注 32 ]       |
| 1992年 | 第15回 | 12月28日 | 月曜日 | 19:00 - 22:24（3時間24分） | 笑っていいとも! 年忘れ特大号                                                   | 25.8%                                                       | [ 注 33 ]       |
| 1993年 | 第16回 | 12月27日 | 月曜日 | 19:00 - 22:24（3時間24分） | 笑っていいとも! 年忘れ特大号                                                   | 24.8%                                                       | [ 注 34 ]       |
| 1994年 | 第17回 | 12月26日 | 月曜日 | 19:00 - 22:24（3時間24分） | 笑っていいとも! 年忘れ特大号                                                   | 25.2%                                                       | [ 注 35 ]       |
| 1995年 | 第18回 | 12月25日 | 月曜日 | 19:00 - 22:24（3時間24分） | 笑っていいとも! クリスマス特大号                                               | 20.7%                                                       |                 |
| 1996年 | 第19回 | 12月25日 | 水曜日 | 19:00 - 22:24（3時間24分） | 笑っていいとも! クリスマス特大号                                               | 21.9%                                                       | [ 注 36 ]       |
| 1997年 | 第20回 | 12月24日 | 水曜日 | 20:00 - 23:24（3時間24分） | 笑っていいとも! クリスマス特大号                                               | 24.8%                                                       | [ 注 37 ]       |
| 1998年 | 第21回 | 12月23日 | 水曜日 | 20:00 - 23:24（3時間24分） | 笑っていいとも! クリスマス特大号                                               | 20.4%                                                       |                 |
| 1999年 | 第22回 | 12月29日 | 水曜日 | 20:00 - 23:24（3時間24分） | 笑っていいとも! 年忘れ特大号                                                   | 25.7%                                                       | [ 注 38 ]       |
| 2000年 | 第23回 | 12月27日 | 水曜日 | 20:00 - 23:24（3時間24分） | 笑っていいとも! 年忘れ特大号                                                   | 25.2%                                                       |                 |
| 2001年 | 第24回 | 12月26日 | 水曜日 | 20:00 - 23:24（3時間24分） | 笑っていいとも! 年忘れ★特大号                                                  | 20.9%                                                       |                 |
| 2002年 | 第25回 | 12月25日 | 水曜日 | 20:00 - 23:24（3時間24分） | 笑っていいとも! クリスマス★特大号                                              | 21.8%                                                       |                 |
| 2003年 | 第26回 | 12月24日 | 水曜日 | 20:00 - 23:24（3時間24分） | 笑っていいとも! クリスマスイブ特大号                                           | 21.9%                                                       | [ 注 39 ]       |
| 2004年 | 第27回 | 12月29日 | 水曜日 | 20:00 - 23:24（3時間24分） | 笑っていいとも! 年忘れ特大号!                                                  | 16.7%                                                       | [ 注 40 ]       |
| 2005年 | 第28回 | 12月28日 | 水曜日 | 21:00 - 23:54（2時間54分） | 笑っていいとも! 年忘れ特大号!                                                  | 19.0%                                                       | [ 注 41 ]       |
| 2006年 | 第29回 | 12月27日 | 水曜日 | 21:00 - 23:54（2時間54分） | 笑っていいとも! 年忘れ特大号!                                                  | 20.0%                                                       | [ 注 42 ]       |
| 2007年 | 第30回 | 12月26日 | 水曜日 | 21:00 - 23:54（2時間54分） | 笑っていいとも! 年忘れ特大号!                                                  | 18.0%                                                       |                 |
| 2008年 | 第31回 | 12月24日 | 水曜日 | 21:00 - 23:54（2時間54分） | 笑っていいとも! クリスマスイブ特大号!                                          | 18.0%                                                       | [ 注 43 ]       |
| 2009年 | 第32回 | 12月23日 | 水曜日 | 21:00 - 23:54（2時間54分） | フジテレビ開局50周年 笑っていいとも!特大号                                     | 18.0%                                                       | [ 注 44 ]       |
| 2010年 | 第33回 | 12月29日 | 水曜日 | 21:00 - 23:54（2時間54分） | 笑っていいとも! 年忘れ特大号!                                                  | 15.4%                                                       | [ 注 45 ]       |
| 2011年 | 第34回 | 12月28日 | 水曜日 | 21:00 - 23:54（2時間54分） | 笑っていいとも! 年忘れ特大号! きっと来年はいいともローSP                       | 17.1%                                                       |                 |
| 2012年 | 第35回 | 12月26日 | 水曜日 | 18:30 - 23:54（5時間24分） | 笑っていいとも! 年忘れ超特大号 今年最後は5時間半 がんばっちゃってもいいかな?   | 10.8%（第2部：19:00 - 21:00） 13.3%（第3部：21:00 - 23:54） | [ 注 46 ]       |
| 2013年 | 第36回 | 12月25日 | 水曜日 | 21:00 - 23:54（2時間54分） | 笑っていいとも! ラストクリスマス特大号                                         | 13.7%                                                       | [ 注 47 ] [ 3 ] |
| 2014年 | 第37回 | 3月31日  | 月曜日 | 20:00 - 23:14（3時間14分） | 森田一義アワー 笑っていいとも! グランドフィナーレ 感謝の超特大号               | 28.1%（平均視聴率） 33.4%（瞬間最高視聴率、23:10時点）      | [ 注 48 ]       |
| ＜注釈＞ - 1 各年度の視聴率は関東地区、ビデオリサーチ社調べ。 - 2 赤数字は最高視聴率、青数字は最低視聴率。 - 3 放送時間はJST。 |        |          |        |                            |                                                                                |                                                             |                 |

### 番組タイトル
- 番組タイトルの『笑っていいとも!』の後部分は放送日によって「年忘れ特大号」、「クリスマス特大号」、「クリスマスイブ特大号」のいずれかに変わる。1989年以降、放送日が23日 - 25日ならば『クリスマス（イブ）特大号』、26日以降ならば『年忘れ特大号』ととなった。2004年以降は「特大号」の後ろに「!」が追加された。
  - 2009年は『笑っていいとも!』の前に『フジテレビ開局50周年』という冠が付き「年忘れ」及び「クリスマス」のタイトルが付かなかった。
  - 2011年と2012年の番組タイトルにはそれぞれ「特大号」の後部分にサブタイトルが付けられた。2011年は東日本大震災の復興を応援する意味を込めて（ほかにも、児玉清ら有名人の死去や、島田紳助の芸能界引退もあった。）「きっと来年はいいともローSP」、2012年は夏に当番組をベースにした『FNS27時間テレビ 笑っていいとも!真夏の超団結特大号!! 徹夜でがんばちゃってもいいかな?』が放送されたことと、放送時間が5時間24分と長時間であることを受けて、「年忘れ超特大号 今年最後は5時間半がんばっちゃってもいいかな?」というサブタイトルが付けられた。
  - 2013年は翌年3月31日に当番組が終了し、当該回が年末最後の特大号となることを受けて「ラストクリスマス特大号」と名づけられ、2014年は31年半の放送について視聴者に感謝の意味を込めて「グランドフィナーレ 感謝の超特大号」と名づけられた。

### 放送曜日・時間
- 放送曜日は1985年から1995年迄は月曜日で固定されていたが、1996年以降は年度末での最終回となる2013年まで水曜日に固定された（特大号としての最終回は、通常放送の最終回に合わせた形となるため例外）。
- 放送年によって放送時間は1時間30分・2時間・3時間・3時間30分のいずれかで変わり[注 49]、放送開始時間も1984年以降は18時台・19時台・20時台・21時台のいずれかで変わっていた。

## 収録会場
- スタジオアルタ（東京都新宿区・新宿駅東口前）
  - 2012年を除き使用。1回の動員数は150人。
- フジテレビ本社ビルスタジオ（東京都港区台場・FCGビル内）
  - 2012年及び「グランドフィナーレ 感謝の超特大号」にて使用。1回の動員数は200人。

## 地上デジタル放送対応
- 2003年12月24日の特大号は地上デジタル放送における最初の特大号となった(ただし、この時放送を開始していたのは東京・愛知・大阪の一部地域のみ)。
- 2005年12月28日からの特大号は地上デジタル放送対応デジタルハイビジョン撮影・収録・放送開始。
  - テロップ表示は「HI-VISION ハイビジョン製作」
- 2006年12月27日からは全てのネット局で地上デジタル放送での放送を開始。
- 2008年12月24日は「アナログ」と5秒間表記。
- 2009年12月23日は「アナログ」と3時間表記。
- 2010年12月29日はレターボックス放送を実施。同時にアナログにおける最後の特大号の放送となった。(岩手県・宮城県・福島県は2011年12月28日が最後となった。)

## 番組の流れ（タイムテーブル）
1999年以降、コーナーは基本的にこの順番で組まれるが、時間の関係上一部のコーナーは放送されない場合もある。

### ラストクリスマス特大号のタイムテーブル
1. オープニング
2. 『クリスマスカードNo.1決定戦』
3. 『テレフォンショッキング名珍場面集』
4. 『いいとも!ものまね歌合戦』
5. 『SUPERテレフォンショッキング』
6. エンディング

### 歴代のタイムテーブル
1. ラインナップ紹介
2. オープニング
3. 曜日レギュラーコーナー(1)
4. 曜日レギュラーコーナー(2)
5. 曜日レギュラーコーナー(3)
6. 『テレフォンショッキング名珍場面集』
7. 『いいとも!ものまね歌合戦』
8. エンディング

### 番組放送開始前
- 1991年以降、本放送開始前のジャンクション（番宣）では総合司会のタモリを含む出演者全員がスタジオアルタ楽屋前の廊下にて、「このあと○時[注 50]からの『笑っていいとも!特大号』見てくれるかな?』 → 「いいとも!」と答える番宣告知を行っていた。時間は近年では5秒間であったが、1992年の開始当初は1分間であった。
- 一部の回ではジャンクションがなく、前時間帯番組の「あすの天気」（ミニ番組）において前年の『特大号』の一部の映像（主に「ものまね歌合戦」のコーナー）・楽屋やセットのカーテン裏の出演者の姿を中継映像を放送する年もあった（天気予報の為それらの映像の音声は流れない）。

### オープニング
2008年と2009年はラインナップ紹介をした後、90秒間のコマーシャルが流れる。

#### タモリ牧師の説教
1989年以降、オープニングはタモリが牧師に扮し、この1年間の世相や話題となった出来事などをギャグを交えて振り返る「タモリ牧師の説教」（ありがたい言葉）で番組がスタートする。
- この時のタモリは聖書を携え、日本に来て3年目になる外国人牧師[注 51]という設定。キャンドルライト[注 52]を持ったいいとも青年隊・少女隊・AD隊扮する信者を引き連れて登場し、タモリが中央、青年隊（少女隊・AD隊）はタモリの両側に立つ[注 53]。
- 1989年 - 1991年の3回は暗転するスタジオセットの中央から登場。スタンバイしているレギュラー出演者の前にある簡易セット中心前に登場していた。
- 1992年以降は暗転するスタジオに番組のタイトルロゴが描かれた大型カーテンが飾られ、その右側端からの中心前へ登場するようになっていた（2012年はお台場での生収録で、新宿よりスタジオセットが広く、天井も高いので赤いカーテンをプラス。）。
- 説教を行う時間は約3分〜5分の間で推移。観客の反応やカーテン後ろに控える各曜日レギュラー陣の状態によって行う時間が変わっている。
- 2000年にはタモリのネタが尽き、客の反応が悪かったため「来年からは、お坊さんでやりま〜す」と宣言していたが、2001年放送以降も牧師の格好で登場している。また1996年以降、タモリはこのオープニング以外ではどの出演番組でもスーツ・洋服などで出演し扮装はしないため、タモリの扮装衣装が見られる唯一の機会であった。
- 1988年は昭和天皇病状悪化配慮に伴う歌舞音曲自粛のムードを受け、このコーナーを自粛し「いいともファッションショー'88」が行われた（後述）。
- 2005年には「タモリ牧師の説教」の前に40名の女性から成る「金ママコーラス隊オールスターズ」による「第九〜笑っていいとも!特大号!バージョン〜」の合唱が行われた。コーラス隊はスタジオアルタの前の新宿駅東口広場特設ステージに並び、アルタの街頭ビジョンに映るタモリが行う指揮に合わせて合唱するという演出。歌詞の内容は番組の見どころとタモリへの応援の言葉であり、合唱の途中にはカーテン裏でスタンバイするレギュラー陣が映された。
- 説教の際にはBGMが流れるが、番組が『クリスマス（イブ）特大号』の回では『きよしこの夜』のオルゴールバージョン[注 54][注 55]、『年忘れ特大号』の回では『第九交響曲』のオルゴールバージョン[注 56]が流された。なお、2013年の『ラストクリスマス特大号』ではタイトルに因みWham!の『ラストクリスマス』のオルゴールバージョンが流れた。
- 『特大号』ではないが、通常放送の最終回（2014年3月31日正午）の冒頭でもタモリ牧師の説教が行われた[注 57]。この回では説教の最後に、観客が選択した聖書のページに書いてある神の言葉をタモリ牧師が読み上げるとしていたが、英語で書かれており読めなかったというオチで終了している。終了後、アルタビジョンに映った初回放送から最終回までのタモリの映像をはさんで、いいとも青年隊とタモリによる「ウキウキwatching」の歌唱[注 58]となった。

| 開催年          | 歴代信者（グループ名）                  |
| --------------- | --------------------------------------- |
| 1989年 - 1990年 | 6代目K-Chaps                            |
| 1991年          | 7代目World Boys                         |
| 1992年 - 1993年 | 8代目工藤兄弟（工藤光一郎・工藤順一郎） |
| 1994年 - 1996年 | 9代目あさりど（堀口文宏・川本成）       |
| 1997年 - 1999年 | With T                                  |
| 2000年 - 2002年 | T3                                      |
| 2003年 - 2005年 | イワン&ジョン                           |
| 2006年 - 2007年 | まこと&かずき                           |
| 2008年 - 2009年 | リン・ナオミ                            |
| 2010年          | クルット&ハリー                         |
| 2011年 - 2014年 | 16代目 noon boyz（真田佑馬・野澤祐樹）  |

#### ウキウキWatching合唱
タモリが説教の最後に「○○年（西暦）笑っていいとも!特大号!」と番組タイトルをコールすると、前述の番組のタイトルロゴが描かれた大型カーテンがオープンされ、出演者全員による『ウキウキWatching』の大合唱と振付（ダンス）が行われる。通常の「いいとも!」でこの歌が歌われなくなった2000年3月以降、『ウキウキWatching』のフルバージョンとタモリの歌声が聞ける唯一の機会であった。2005年・2011年・2012年・2013年では歌詞テロップが表示されていた。
- ここで歌われる『ウキウキWatching』は「特大号バージョン」としてクリスマス用や年末用に歌詞を替えている。年によっては西暦や流行語を取り入れたものもあった。なお、オープニングの仕様が変更された当初は振り付けはなかった。
- 初期（主に1980年代後半）ではレギュラー陣全員ではなく、関根勤、片岡鶴太郎、所ジョージ、明石家さんまといった当時の各曜日のリーダー格の出演者のみがこの場面で登場しタモリと共に『ウキウキWatching』を歌っていた。
  - 1988年は昭和天皇病状悪化配慮に伴う歌舞音曲自粛のムードを受け、『ウキウキWatching』の合唱が無くなり、代わりに時報とともにティンパニロールが数秒流れタモリによるタイトルコールとなった。その後、タモリ及び当時の各曜日のリーダー格の出演者（登場順に関根勤、片岡鶴太郎、所ジョージ、笑福亭鶴瓶、明石家さんま）と当時の人気メンズファッションモデルによる「いいともファッションショー'88」を行った。なお、その時のBGMは『ウキウキwatching』のアレンジバージョンであった。
  - 2014年の『グランドフィナーレ 感謝の超特大号』では、初代セットを再現したセット・テロップでタモリとnoon boyzが通常の『ウキウキWatching』のオリジナルバージョンを歌った後、向かいに組まれた最終回時点の12代目セットに移動し、終了時点のレギュラー陣と共にグランドフィナーレ用に歌詞が替えられた『ウキウキWatching』を大合唱した。
- 大合唱後、各曜日レギュラー陣全員と軽くトークした後[注 61]、タモリが「それでは今から○時間半（放送時間）、チャンネル変えずに見てくれるかな?」と呼びかけ、各曜日レギュラー陣全員と観客150人全員が「いいとも!」とコールし提供表示の後、CMを挟み、最初のコーナーへと進める。

### エンディング
この1年間の『曜日対抗いいとも!選手権』や『曜日対抗いいとも!CUP』の年間総合優勝成績発表など、短い時間の間にいろいろとしているが、後期は時間調整ほどの内容になっていた。
過去には「決定!いいとも重大ニュース」という『いいとも!』1年間を振り返るミニエンディングコーナーがあった（1992年 - 1995年、2002年に実施。しかし、放送時間の関係でほぼ毎回紹介されなかった）。
2003年と2004年の2年間は、全曜日の中で「どの曜日が一番頑張っていたか?」を携帯電話で視聴者に投票させ、1位になった曜日を優勝とし、その優勝曜日チーム全員には「タモリゴールドストラップ」が贈られている。2003年に火曜日、2004年に月曜日が獲得している。ちなみに2年連続3位が金曜日、4位が水曜日、5位が木曜日とSMAPの誰かが出演している曜日に投票が固まる傾向にあった。
2011年では、全曜日レギュラー陣の中で「今年度の『特大号』を盛り上げてくれた「M」（モースト）「G」（頑張った）「P」（プレーヤー）」を上位第1位から3位まで客席の投票で順番を付けた。第1位：渡辺直美、第2位：香取慎吾、第3位：劇団ひとり。ビリは草彅剛。ビリの原因は「『いいとも!ものまね紅白歌合戦』の結果」だった。渡辺は純金製、香取は純銀製、ひとりは純銅製のタモリストラップを獲得した。そして草彅は「笑っていいとも!年忘れ特大号!きっと来年はいいともローSP」を締める面白い一言を言った。
2012年では、各コーナー獲得得点と「いいとも!ものまね歌合戦」の得点の合計が一番高かったレギュラー陣、「最もがんばっちゃったいいとも!NO.1レギュラー」は香取慎吾で「純金製タモリストラップ」が贈呈された。最下位レギュラーに山崎弘也（アンタッチャブル）が選ばれ、翌年2013年1月放送分において、アシスタントのnoon boyzと共にアシスタントに回る罰を受ける。
総合司会の森田一義（タモリ）によるラストコールは、翌日以降も放送がある場合は「それじゃあまた、明日も見てくれるかな?」で、その日の通常放送と「特大号」をもってその年の放送が終わる場合は「それじゃあまた、来年も見てくれるかな?」になる（「来年も」の場合、全員の「いいとも!」コールの後にタモリが「お世話になりました、来年も宜しくお願いします。よいお年を!」と挨拶して番組を締める）。いずれの場合も昼の通常放送は「それじゃあまた、今夜も見てくれるかな？」と締めていた。なお、2000年の場合は「それじゃあまた、21世紀も見てくれるかな？」になり、全員の「いいとも!」コールの後にタモリが「また明日!」と挨拶して締めた。

## テレフォンショッキング名珍場面集
前年度の『特大号』の翌日もしくはその年の初回から、その年の『特大号』放送当日までの1年間に『テレフォンショッキング』に登場した全てのテレフォンゲスト約250-260組をダイジェスト形式のVTRで振り返るコーナー。火ワイ枠で行われた1983年から開始され、『特大号』では最長寿コーナーであった。
- レギュラー放送で使用されるトークテーブルにタモリとレギュラー陣数名が座り[注 62] VTRを観賞。レギュラー陣はVTRの観賞が終わりCMに入ると次の『ものまね歌合戦』の準備をする(1984年・1985年・1986年・2001年の4回は最初から最後までタモリ1人だった。)。2005年は時間の関係で「9月・10月・11月・12月」ブロックを一挙に流した後、CMを流さずに、セットチェンジした。
- 通常は「1月・2月」「3月・4月」「5月・6月」「7月・8月」「9月・10月」「11月・12月」と1年間を2ヶ月ごとに区切って振り返るが、回によっては時間の関係で、「1月-4月」「5月-8月」「9月-12月」と一気に2倍の4カ月分を振り返る場合もある。スタジオには通常のテレフォンショッキングで使用される1ヵ月分のカレンダーボードより大型の2ヶ月分のカレンダーボードが用意され、登場したテレフォンゲストの写真が貼られていた。
- 2006年まではタモリがコーナーの進行（VTRの紹介とフリ）をしていたが、2007年からは当時のテレフォンアナウンサーが区切りごとに交代でVTRのフリを行っていた（2009年は3年ぶりにタモリが担当。）。
- コーナータイトルの表記は『テレフォンショッキング○○（'84-'89、'90-'99、2000-2009、2010-2013と入る）』。
- 一部のテレフォンゲストは出演者の都合や不祥事などで紹介されないことがあったため、必ずしも1年間に登場したゲストの全てが紹介されるとは限らなかった。
- 2002年以降は右下にはタモリを含むVTRを観賞中のレギュラー陣の顔を映したワイプが表示。VTRの最初と最後の数秒間は、『テレフォンショッキング○○』のロゴが表示されていた。
- VTRでは登場したテレフォンゲストの名前が数秒間テロップで表記されるが、回によってテロップの色やフォントなどが変化していった。また、2002年から2010年までは、そのテレフォンゲストが登場した回数が名前の下に表記されるようになっていた。

VTRのフリ担当者
- 1984-2006・2009年 タモリ
- 2007年
  - 1月・2月 宮瀬茉祐子アナ(月曜日)
  - 3月・4月 松尾翠アナ(火曜日)
  - 5月・6月 渡辺和洋アナ(水曜日)
  - 7月・8月 田淵裕章アナ（木曜日）
  - 9月・10月 平井理央アナ（金曜日）
  - 11月・12月 斉藤舞子アナ（日曜日増刊号）
- 2008年
  - 1月・2月・3月・4月 宮瀬茉祐子アナ(月曜日)
  - 5月・6月 松尾翠アナ(火曜日)
  - 7月・8月 加藤綾子アナ(水曜日)
  - 9月・10月 田淵裕章アナ（木曜日）
  - 11月・12月 斉藤舞子アナ（日曜日増刊号）
- 2010年
  - 1月-4月 斉藤舞子アナ
  - 5月・6月 平井理央アナ
  - 7月・8月 加藤綾子アナ
  - 9月-12月 中村光宏アナ
- 2011年
  - 1月・2月 生野陽子アナ（月曜日）
  - 3月・4月 本田朋子アナ（火曜日）
  - 5月・6月 三田友梨佳アナ（水曜日）
  - 7月・8月 高橋真麻アナ（木曜日）
  - 9月・10月 生田竜聖アナ（金曜日）
  - 11月・12月 中村光宏アナ（日曜日増刊号）
- 2012年
  - 1月-3月 竹内友佳アナ
  - 4月-6月 三田友梨佳アナ
  - 7月 本田朋子アナ
  - 8月-10月 生田竜聖アナ
  - 11月・12月 倉田大誠アナ
- 2013年
  - 1月・2月 竹内友佳アナ

## いいとも!ものまね歌合戦
総合司会である森田一義（タモリ）を除き、その年度の全各曜日レギュラー陣らが『月組』と『星組』または『紅組』と『白組』の2組のチームにそれぞれ分かれて、その年度で話題となった出来事ニュース（政治・芸能・スポーツなど他）やレギュラー陣の得意なものまねを中心に『特大号』内にて『ものまね歌合戦』を繰り広げる1989年から現在に至って続く年末恒例企画である。通称は『ものまね歌合戦』。尚、同局で不定期放送されているものまね番組『爆笑そっくりものまね紅白歌合戦スペシャル』と名前、内容が同番組と類似しているが、企画自体は同番組とは無関係である。
毎年、優勝組チームには『特大号』限定品の『ゴールドタモリストラップ』や『プラチナタモリストラップ』などの豪華商品が優勝組チームそれぞれ全員に贈呈される。また、長年、視聴している『特大号』の視聴者や番組関係者からは『いいとも!ものまね歌合戦』を観なければ次の年を越せないという意見が多数ある。
1989年以前は「曜日揃って歌合戦」というコーナータイトル名で曜日対抗戦で実施。1992年 - 1996年と1998年・1999年は「どっちが似ててもいいとも!ものまね紅白歌合戦」というコーナータイトル名で紅白対抗戦だったが、2000年からは「月組」と「星組」の2組（チーム）に分け変更され「いいとも!仮装歌合戦」となり、2002年からは「いいとも!ものまね歌合戦」となる。2011年は紅白対抗に戻されたもののコーナータイトル名は「いいとも!ものまね紅白歌合戦」である。トリは、1991年以降関根勤が務めている（2002年から2010年までは山口智充と対戦していた）。
1989年は例外的に前述どおり「曜日揃って歌合戦」というタイトルで、曜日対抗で審査委員に当時のフジテレビアナウンサー4人の露木茂、山中秀樹、川端健嗣、河野景子の4人が担当し、この年の優勝曜日を決定した。この年はチーム名がつけられており月曜日がウサギさんチーム、火曜日がリスさんチーム、水曜日がタヌキさんチーム、木曜日がクマさんチーム、金曜日がレギュラーであった明石家“さんま”にちなんで“サンマ”さんチームであった。
1997年は例外的に、曜日対抗で『特大号』内での総合形式を競う趣向で行われていたため、「ものまね歌合戦」も曜日対抗戦となった。金曜日、木曜日、水曜日、火曜日、毎年トリをとる関根のいる月曜日（当時）の順に披露し、全曜日披露後、前コーナーまでの得点と野鳥の会が数えた各曜日を支持した人数との合計得点で、この年の特大号の優勝曜日を決定した。
この他には観客が出した月か星かのパネルの数を2002年まで麻布大学野鳥研究部が数えていた。2001年は野鳥の会の集計ミスで、放送時間内に結果が入らなかった（ちなみに結果は翌年1発目の『増刊号』で発表された）。2003年・2004年は対抗形式が一旦休止され、2005年から集計をパネルからボタン投票に変えて、対抗形式を復活させた。
おすぎとピーコは、月組（ピーコ）・星組（おすぎ）それぞれ両軍のキャプテン且つこのコーナーのコメンテーターや応援団長として最初から着席しているが、2006年は、開会宣言（オープニングセレモニーや前座の意味合いも込められていた）として、二人のものまねをする芸人のザ・たっちのものまねを行った。なお、2004年はピーコの欠席により、おすぎはコメンテーターとして参加し、ピーコもおすぎのレギュラー加入以前の2001年はコメンテーターとして参加していた。2000年は出番なし。
また、「ものまね歌合戦」の演目に各曜日の担当アナウンサーが参加する事もあり、代表例では木佐彩子の海亀（1997年）、佐野瑞樹が草彅剛らの演目で草彅役で助演（1998年）、深澤里奈の天才バカボンの警官（2001年）、梅津弥英子が麻木久仁子・坂下千里子と共にAカッパーズ（2002年）、斉藤舞子が前座のチアリーディングショーに参加（2005年）、斉藤と加藤綾子らによるAKB48での助演（2009年・2010年）、本田朋子と三田友梨佳による同じくAKBでの助演と高橋真麻の妖怪人間ベムでの助演（2011年）、同じく本田と三田によるももいろクローバーZと竹内友佳と生田竜聖によるゴールデンボンバーでの助演（2012年）、斉藤と三田らによるAKB48での助演と倉田大誠による進撃の巨人での出演（2013年）等がある。
また、レギュラー陣の大半が、その年に活躍、注目された著名人のものまねをすることが多いが、SMAPの草彅剛と香取慎吾は自分らが同局系で放送されているバラエティ番組『SMAP×SMAP』で演じているコントキャラをやる事が多く、特に香取はIKKOやさかなクン等、ゲストご本人（後述）との共演も多い。対照的に中居正広は近年、お笑い芸人のものまねを新たに卸している。
なお、過去にいいとも!レギュラーであった平山あや、矢沢心、北村総一朗らはこのコーナーには参加していない。

### 司会
| 放送年                 | 総合司会           | アナウンサー | アシスタント | アシスタント                   |
| 放送年                 | 総合司会           | アナウンサー | 前半         | 後半                           |
| ---------------------- | ------------------ | ------------ | ------------ | ------------------------------ |
| 1990年 - 1992年        | 森田一義（タモリ） | （不在）     | （不在）     | （不在）                       |
| 1993年・1994年         | 森田一義（タモリ） | 中井美穂     | （不在）     | （不在）                       |
| 1995年・1996年・2014年 | 森田一義（タモリ） | 西山喜久恵   | （不在）     | （不在）                       |
| 1997年                 | 森田一義（タモリ） | 富永美樹     | （不在）     | （不在）                       |
| 1998年 - 1999年        | 森田一義（タモリ） | 西山喜久恵   | （不在）     | （不在）                       |
| 2000年                 | 森田一義（タモリ） | 西山喜久恵   | 東野幸治     | 勝俣州和                       |
| 2001年                 | 森田一義（タモリ） | 大坪千夏     | 関根勤       | 東野幸治                       |
| 2002年                 | 森田一義（タモリ） | 深澤里奈     | 関根勤       | 勝俣州和                       |
| 2003年                 | 森田一義（タモリ） | 梅津弥英子   | 関根勤       | 勝俣州和                       |
| 2004年・2005年         | 森田一義（タモリ） | 中野美奈子   | 関根勤       | 勝俣州和                       |
| 2006年                 | 森田一義（タモリ） | 斉藤舞子     | 関根勤       | 勝俣州和                       |
| 2007年                 | 森田一義（タモリ） | 渡辺和洋     | 関根勤       | 勝俣州和                       |
| 2008年                 | 森田一義（タモリ） | 斎藤舞子     | 関根勤       | 久本雅美                       |
| 2009年                 | 森田一義（タモリ） | 中村光宏     | 関根勤       | 久本雅美                       |
| 2010年                 | 森田一義（タモリ） | 中村光宏     | 関根勤       | 千原ジュニア（千原兄弟）       |
| 2011年                 | 森田一義（タモリ） | 生野陽子     | 関根勤       | 田村淳（ロンドンブーツ1号2号） |
| 2012年                 | 森田一義（タモリ） | 生野陽子     | 関根勤       | 千原ジュニア（千原兄弟）       |
| 2013年                 | 生野陽子、竹内友佳 |              | 関根勤       | 千原ジュニア（千原兄弟）       |

### タイトル名の変遷
| 放送年                  | コーナータイトル名                                    |
| ----------------------- | ----------------------------------------------------- |
| 1989年                  | 曜日揃って歌合戦                                      |
| 1990年                  | グランドスペシャル いいとも!印紅白対抗ものまね歌合戦! |
| 1991年                  | グランドスペシャル 紅白そっくり歌合戦                 |
| 1992年                  | FNSグランドスペシャル 紅白そっくり歌合戦              |
| 1993年 - 1995年、1998年 | どっちが似ててもいいとも!ものまね紅白歌合戦!          |
| 1996年                  | 紅白対抗!どっちが似ててもいいとも歌合戦               |
| 1997年                  | 曜日対抗!いいとも!ものまね歌合戦!                     |
| 1999年                  | ものまね紅白歌合戦!                                   |
| 2000年・2001年          | いいとも!仮装歌合戦!                                  |
| 2002年 - 2010年、2012年 | いいとも!ものまね歌合戦                               |
| 2011年・2013年          | いいとも!ものまね紅白歌合戦                           |

### 歴代レギュラー陣のものまね一覧
※ 以下は登場順で表記
| ものまね   | 楽曲                       | レギュラー陣 |
| ---------- | -------------------------- | ------------ |
| 萩本欽一   | 『サンタが街にやってくる』 | 浜田雅功     |
| 西城秀樹   | 『ギャランドゥ』           | 松本人志     |
| ねずみ男   | 『ゲゲゲの鬼太郎』         | 林家こぶ平   |
| プリンス   | 『1999』                   | そのまんま東 |
| 柏原芳恵   | 『ハロー・グッバイ』       | 野沢直子     |
| 水森亜土   | 『赤鼻のトナカイ』         | 関根勤       |
| 鈴木オグリ | 『さらば恋人』             | 明石家さんま |

| ものまね       | 楽曲                   | レギュラー陣 |
| -------------- | ---------------------- | ------------ |
| 武田鉄矢       | 『人として』           | 内村光良     |
| 沖田浩之       | 『E気持』              | 南原清隆     |
| 森進一         | 『きよしこの夜』       | 峰竜太       |
| B.B.クィーンズ | 『おどるポンポコリン』 | よしだぶきみ |
| 小泉今日子     | 『学園天国』           | 森口博子     |
| 吉幾三         | 『酒よ』               | 吉村明宏     |
| 西田敏行       | 『鹿児島小原節』       | 笑福亭鶴瓶   |

トピックス
- 紅組が優勝
- 清水ミチコと片岡鶴太郎は、審査員として参加。

| ものまね           | 楽曲                     | レギュラー陣 |
| ------------------ | ------------------------ | ------------ |
| CHAGE and ASKA     | 『SAY YES』              | 南原清隆     |
| 大鶴義丹           | 『お正月』               | 内村光良     |
| 都はるみ           | 『北の宿から』           | 早坂好恵     |
| 山口百恵           | 『天才バカボン』         | 清水ミチコ   |
| 小泉今日子         | 『渚のはいから人魚』     | 笑福亭鶴瓶   |
| 緒形直人の織田信長 | 『おんなの愛はブルース』 | 神田利則     |
| 少年隊・東山紀之   | 『君だけに』             | 森脇健児     |
| ジャイアント馬場   | 『鳩』                   | 関根勤       |

| ものまね         | 楽曲                 | レギュラー陣 |
| ---------------- | -------------------- | ------------ |
| 松田聖子         | 『天使のウインク』   | 森口博子     |
| つのだ☆ひろ      | 『メリー・ジェーン』 | 浜田雅功     |
| ムンク           | 『大都会』           | そのまんま東 |
| 杉兵助           | 『心のこり』         | 片岡鶴太郎   |
| 大川慶次郎       | 『クリスマスイブ』   | 明石家さんま |
| 林家ペー         | 『ギャランドゥ』     | 林家こぶ平   |
| 舘ひろし         | 『泣かないで』       | 峰竜太       |
| ジュディ・オング | 『魅せられて』       | 松本人志     |

トピックス
- 白組が優勝

| ものまね           | 楽曲                           | レギュラー陣 |
| ------------------ | ------------------------------ | ------------ |
| 牧瀬里穂・松田聖子 | 『きっと、また逢える』         | 森口博子     |
| アラジン           | 『完全無欠のロックンローラー』 | 南原清隆     |
| 志垣太郎           | 『ウルトラマンタロウ』         | 奥山佳恵     |
| 山下達郎           | 『クリスマス・イブ』           | 内村光良     |
| 藤岡琢也           | 『浪花恋しぐれ』               | 笑福亭鶴瓶   |
| 渡瀬恒彦           | 『裸の王様』                   | 神田利則     |
| 鈴木聖美           | 『TAXI』                       | ヒロミ       |
| 小泉今日子         | 『なんてったってアイドル』     | 志茂田景樹   |
| ジュディ・オング   | 『魅せられて』                 | 松本人志     |

| ものまね                         | 楽曲                         | レギュラー陣 |
| -------------------------------- | ---------------------------- | ------------ |
| 三善英史                         | 『雨』                       | 片岡鶴太郎   |
| DREAMS COME TRUE 吉田美和        | 『Eyes to me』               | 勝俣州和     |
| 山下久美子                       | 『赤道小町ドキッ』           | ちはる       |
| 和田アキ子                       | 『あの鐘を鳴らすのはあなた』 | 浜田雅功     |
| オーストラリアで失踪した花嫁さん | 『別れても好きな人』         | 明石家さんま |
| 辺見マリ                         | 『経験』                     | 島田珠代     |
| カールスモーキー石井             | 『君がいるだけで』           | 森脇健児     |
| 欧陽菲菲                         | 『ラヴ・イズ・オーヴァー』   | 堀部圭亮     |
| 輪島功一                         | 『あしたのジョー』           | 関根勤       |

トピックス
- 白組が優勝
- 神田利則と島田珠代は、中継でものまねをしていた。
- 工藤兄弟が宗兄弟のものまねをしていた。

全てのものまねと曲名は不明だが、内村光良がマイケル・ジョーダンのものまねで『JODAN JODAN』、笑福亭鶴瓶は小林亜星のものまねで「パッ！とさいでりあ」を歌い、大トリの関根勤が、持ちネタ大滝秀治のものまねで、『ジョニィへの伝言』を歌っていた。この年から、アナウンサーが進行する事になり、グループでも歌やネタなどをやれるようになった。
1993年と同様、全てのものまねと曲名は不明だが、香取慎吾と中居正広はTRF（香取：DJ KOO、中居：YU-KI）のものまねで『Survival dAnce 〜no no cry more〜』を歌っていた。関根勤は曲名は不明だが、中村玉緒のものまねをしていた。
| ものまね              | 楽曲                                      | レギュラー陣                           |
| --------------------- | ----------------------------------------- | -------------------------------------- |
| 篠原涼子・ 安室奈美恵 | 『Lady Generation』・ 『Body Feels EXIT』 | 森口博子                               |
| 江頭2:50              | 『スリル』                                | 矢部浩之                               |
| 横山弁護士            | 『経験』                                  | 岡村隆史                               |
| 安室奈美恵            | 『Body Feels EXIT』                       | 勝俣州和&すごい猿たち                  |
| 若貴兄弟              | 『あずさ2号』                             | 石塚英彦（若乃花）、伊集院光（貴乃花） |
| 林家こぶ平            | 『赤鼻のトナカイ』                        | ヒロミ                                 |
| C.W.ニコル            | 『ちいさい秋みつけた』                    | 関根勤                                 |

| ものまね              | 楽曲                                             | レギュラー陣                                       |
| --------------------- | ------------------------------------------------ | -------------------------------------------------- |
| シャ乱Q つんく        | 『ズルい女』                                     | 森脇健児                                           |
| 伊東四朗&ちゃっきり娘 | 『火曜が一番メドレー』                           | 久本雅美（伊東）、香取慎吾・草彅剛（ちゃっきり娘） |
| m.c.A・T              | 『Bomb A Head!』                                 | 中居正広                                           |
| 森脇健児              | 『真夏のFANTASY』                                | 東野幸治                                           |
| ダチョウ倶楽部        | 『WOW WAR TONIGHT 〜時には起こせよムーヴメント』 | 出川哲朗、よゐこ                                   |
| 有賀さつき            | 『サッちゃん』                                   | 加藤紀子                                           |
| 加藤登紀子            | 『この空を飛べたら』                             | 笑福亭鶴瓶                                         |

トピックス
- 白組が優勝
- この回、森脇健児のつんくのものまねから、ご本人登場(※この回は、シャ乱Ｑ全員で)がありとなった。

| ものまね            | 楽曲                                                                | レギュラー陣                       |
| ------------------- | ------------------------------------------------------------------- | ---------------------------------- |
| 華原朋美・ 松田聖子 | 『save your dream』・ 『あなたに逢いたくて』                        | 森口博子                           |
| 篠原ともえ          | 『クルクルミラクル』                                                | 矢部浩之                           |
| つぶやきシロー      | 『96ヒットメドレー（「ガッツだぜ!!」「いいわけ」「青いイナズマ」)』 | ヒロミ                             |
| 玉置浩二            | 『田園』                                                            | よゐこ（濱口：玉置、有野：ギター） |
| 鈴木蘭々            | 『なんでなんでナンデ?』                                             | 草彅剛                             |
| 森高千里            | 『気分爽快』                                                        | 笑福亭鶴瓶                         |

| ものまね       | 楽曲               | レギュラー陣       |
| -------------- | ------------------ | ------------------ |
| Puffy          | 『アジアの純真』   | 中居正広、香取慎吾 |
| パンチョ伊東   | 『ぼくドラえもん』 | 勝俣州和           |
| 江頭2:50       | 『スリル』         | 久本雅美           |
| 西川のりお     | 『CIRCUS』         | 東野幸治           |
| アントニオ猪木 | 『春一番』         | 岡村隆史           |
| 青空球児・好児 | 『かえるの合唱』   | 関根勤             |

トピックス
- 白組が優勝
- この回は、東幹久と蛭子能収とシャ乱Q（まこと・しゅう・たいせい）が応援団として参加していた。

| ものまね               | 楽曲                | レギュラー陣 |
| ---------------------- | ------------------- | ------------ |
| 華原朋美               | 『Hate tell a lie』 | 千秋         |
| 中居正広               | 『Hate tell a lie』 | 東野幸治     |
| 古畑任三郎（田村正和） | 『Hate tell a lie』 | 香取慎吾     |
| 和田アキ子             | 『Hate tell a lie』 | 山田花子     |

| ものまね                   | 楽曲               | レギュラー陣                                                                       |
| -------------------------- | ------------------ | ---------------------------------------------------------------------------------- |
| 鶴瓶の妻                   | 『ベベベの鬼太郎』 | 加藤紀子                                                                           |
| アップル（鶴瓶家の飼い犬） | 『ベベベの鬼太郎』 | 笑福亭鶴瓶                                                                         |
| 笑福亭鶴瓶                 | 『ベベベの鬼太郎』 | 勝俣州和、猿岩石（森脇：着物を着た鶴瓶、有吉：昔の鶴瓶）、ふかわりょう（昔の鶴瓶） |

| ものまね       | 楽曲               | レギュラー陣   |
| -------------- | ------------------ | -------------- |
| T.M.Revolution | 『走れマキバオー』 | しゅう         |
| IZAM           | 『走れマキバオー』 | たいせー       |
| 吉川晃司       | 『走れマキバオー』 | つぶやきシロー |
| マキバオー     | 『走れマキバオー』 | ヒロミ         |

| ものまね           | 楽曲         | レギュラー陣 |
| ------------------ | ------------ | ------------ |
| 浦島太郎           | 『浦島太郎』 | 遠藤章造     |
| ナオミ・キャンベル | 『浦島太郎』 | 久本雅美     |
| アンディ・フグ     | 『浦島太郎』 | 田中直樹     |
| アルシンド         | 『浦島太郎』 | 中居正広     |
| 海亀               | 『浦島太郎』 | 木佐彩子     |

| ものまね | 楽曲           | レギュラー陣                         |
| -------- | -------------- | ------------------------------------ |
| 松岡憲治 | 『White Love』 | 関根勤、草彅剛、鈴木紗理奈、松岡憲治 |

トピックス
- 水曜日が優勝

紅・千秋 広瀬香美『ゲレンデがとけるほど恋したい』白・中居正広 千秋『POWER (ポケットビスケッツの曲)』紅・勝俣州和 T.M.Revolution『Burnin' X'mas』白・松村邦洋 笑福亭鶴瓶、ウド鈴木、タモリ、中居正広、木村拓哉『夜空ノムコウ』紅・香取慎吾は2008年と同様、SMAP×SMAPのコントキャラクターの織田裕二のものまねをし、スリーアミーゴス (踊る大捜査線)とコラボをしていた。『Shake it UP (織田裕二の曲)』白・鈴木紗理奈 小林幸子『おもいで酒』白・久本雅美 なすび (タレント)、アニマル梯団 配達員、杉本哲太 なすび2号『マチャミ的 懸賞生活』紅・キャイ〜ン（天野：玉城、ウド：金城）Kiroro『未来へ (Kiroroの曲)』白・柴田理恵 ケイト・ウィンスレット、ココリコ（遠藤：熊川哲也、田中：レオナルド・ディカプリオ）『タイタニック・ラブストーリー』紅・東野幸治、山田花子、ふかわりょう、ユースケ・サンタマリア モーニング娘。『サマーナイトタウン』白・草彅剛、極楽とんぼ、松岡憲治、佐野瑞樹アナウンサー SMAP（草彅剛（中居正広）、極楽とんぼ（加藤：香取慎吾、山本：木村拓哉）、松岡憲治（稲垣吾郎）、佐野瑞樹（草彅剛））『SHAKE (SMAPの曲)』紅・関根勤 高嶋政伸『叱られて』
トピックス
- 79対71で紅組の優勝
- この回は、橋田寿賀子と笑福亭鶴瓶とミスターマッスルは出番なし。
- タイトルコールとCM明けのBGMが2013年までと同じBGMに変更された。

| ものまね                             | 楽曲                               | レギュラー陣                                                     |
| ------------------------------------ | ---------------------------------- | ---------------------------------------------------------------- |
| globe                                | 『still growin' up』               | 千秋、藤井隆                                                     |
| 郷ひろみ                             | 『GOLDFINGER '99』                 | 香取慎吾                                                         |
| たれぱんだ、AIBO                     | 『Boys&Girls』                     | 極楽とんぼ（山本：たれぱんだ、加藤：AIBO）                       |
| 椎名林檎、ファービー、いいとも青年隊 | 『本能』                           | ココリコ（田中：青年隊、遠藤：ファービー）、山口紗弥加（椎名）   |
| いっこく堂                           | 『港のヨーコ・ヨコハマ・ヨコスカ』 | ふかわりょう（腹話術人形）、ユースケ・サンタマリア（いっこく堂） |
| ヒロシ&キーボー、ピーコ              | 『三年目の浮気』                   | 中居正広（ピーコ）、佐野瑞樹アナウンサー（ヒロシ）               |

| ものまね       | 楽曲                    | レギュラー陣                           |
| -------------- | ----------------------- | -------------------------------------- |
| 宇多田ヒカル   | 『First Love』          | 山田花子                               |
| 郷ひろみ       | 『GOLDFINGER '99』      | 草彅剛                                 |
| 森進一         | 『おふくろさん』        | 東野幸治                               |
| モーニング娘。 | 『LOVEマシーン』        | 久本雅美、柴田理恵、おさる、橋田壽賀子 |
| 千秋           | 『YELLOW YELLOW HAPPY』 | 勝俣州和                               |
| 安部譲二       | 『うさぎとかめ』        | 関根勤                                 |

トピックス
- 紅組が優勝
- この回は、北村総一朗と松岡憲治は出番なし。

| ものまね                                 | 楽曲                                                     | レギュラー陣                                             |
| ---------------------------------------- | -------------------------------------------------------- | -------------------------------------------------------- |
| 小柳ゆき                                 | 『あなたのキスを数えましょう 〜You were mine〜』         | 山口紗弥加                                               |
| モーニング娘。                           | 『恋のダンスサイト』                                     | 久本雅美、柴田理恵、橋田壽賀子、安達祐実、嘉門洋子       |
| えなりかずき                             | 『豆まき』                                               | 勝俣州和                                                 |
| 桜田淳子                                 | 『夏にご用心』                                           | 藤井隆                                                   |
| プリンセス天功、ジョン・レノン、花田憲子 | 『オリーブの首飾り』『イエスタデイ』『恋のダイヤル6700』 | 篠原ともえ（天功）、ココリコ（田中：レノン、遠藤：花田） |
| 坂田利夫、横山やすし、ジャイアント馬場   | 『よせばいいのに』                                       | 東野幸治（坂田）、山田花子（横山）、ふかわりょう（馬場） |

| ものまね             | 楽曲                     | レギュラー陣                                                   |
| -------------------- | ------------------------ | -------------------------------------------------------------- |
| 田中邦衛             | 『孫』                   | 香取慎吾                                                       |
| 橋田壽賀子、柴田理恵 | 『せんせい』             | 爆笑問題（太田：柴田、田中：橋田）                             |
| 慎吾ママ             | 『慎吾ママのおはロック』 | 草彅剛(慎吾ママ)、おさる(おはロック隊)、岸田健作(おはロック隊) |
| 室伏広治             | 『夢想花』               | 加藤浩次                                                       |
| 稲垣吾郎             | 『SHAKE』                | 中居正広                                                       |
| 竹内力               | 『欲望の街』             | 関根勤                                                         |

トピックス
- 110対40で星組が優勝
- この回からもう1人司会をする事になり、前半は東野幸治で、後半が勝俣州和だった。
- この回は、ピーコと吉川ひなのは、出番なし。

| ものまね                  | 楽曲                   | レギュラー陣                                          |
| ------------------------- | ---------------------- | ----------------------------------------------------- |
| 石川さゆり                | 『天城越え』           | 相田翔子                                              |
| Wink                      | 『淋しい熱帯魚』       | はしのえみ、坂下千里子                                |
| 小泉純一郎                | 『Forever Love』       | 草彅剛                                                |
| TIMゴルゴ松本             | 『前略、道の上より』   | 勝俣州和                                              |
| モーニング娘。            | 『ザ☆ピ〜ス!』         | 柴田理恵、麻木久仁子、YOPPY、政井マヤ、梅津弥英子     |
| 爆笑問題                  | 『Point Of No Return』 | 久本雅美（太田）、中居正広（田中）                    |
| 古手川祐子、Gackt、平井堅 | 『MUSIC FAIR's THEME』 | ココリコ（遠藤：Gackt、田中：平井）、藤井隆（古手川） |

| ものまね             | 楽曲                           | レギュラー陣 |
| -------------------- | ------------------------------ | --- |
| 松田聖子             | 『青い珊瑚礁』                 | 中澤裕子 |
| バカボンファミリー   | 『らいおんハート』             | 東野幸治（レレレのおじさん）、山田花子（バカボン）、吉川ひなの（ママ）、飯尾和樹（パパ）、深澤里奈アナウンサー（警官） |
| M.C.ハマー           | 『千と千尋の神隠し』           | 香取慎吾 |
| 山田花子・吉川ひなの | 『ミニモニ。ジャンケンぴょん』 | 爆笑問題（太田：吉川、田中：山田）                                                                                     |
| 椎名林檎             | 『歌舞伎町の女王』             | 0930 |
| ゴスペラーズ         | 『ひとり』                     | 極楽とんぼ（加藤：村上、山本：袋木慶太郎）、岸田健作（安岡）                                                           |
| おすぎ               | 『好きさ 好きさ 好きさ』       | 関根勤 |

トピックス
- 星組が優勝だったが、エンディングで勝敗が決まらなかったまま終了。
- この回から、前半が関根勤が司会をするようになった。後半が、東野幸治がしていた。
- この回はピーコが終盤に参加。プリンプリンとガレッジセールは出番なし。

| ものまね                           | 楽曲                   | レギュラー陣                                                     |
| ---------------------------------- | ---------------------- | ---------------------------------------------------------------- |
| 松浦亜弥                           | 『♡桃色片想い♡』       | はしのえみ                                                       |
| 山下達郎                           | 『クリスマスイブ』     | ガレッジセール                                                   |
| ボブ・サップ・中村俊輔・アニータ   | 『明日があるさ』       | 勝俣州和（サップ）、飯尾和樹（中村）、岸田健作（アニータ）       |
| 氷川きよし                         | 『きよしのズンドコ節』 | 草彅剛                                                           |
| ベッカム・ビクトリア夫人・ダバディ | 『男と女』             | ココリコ（遠藤：ベッカム、田中：ダバディ）、藤井隆（ビクトリア） |
| マイケル・ジャクソン・扇千景       | 『スリラー』           | 爆笑問題（太田：マイケル、田中：扇）                             |
| デーモン小暮閣下                   | 『蠟人形の館』         | 山口智充                                                         |

| ものまね                     | 楽曲                                      | レギュラー陣                                         |
| ---------------------------- | ----------------------------------------- | ---------------------------------------------------- |
| 島谷ひとみ                   | 『亜麻色の髪の乙女』                      | 中澤裕子                                             |
| キダ・タロー・葉加瀬太郎     | 『クライズラー&カンパニーメドレー』       | 極楽とんぼ（山本：葉加瀬、加藤：キダ）               |
| Aカッパーズ                  | 『Aカッパーズメドレー』（作詞：森田一義） | 麻木久仁子、坂下千里子、梅津弥英子アナウンサー       |
| さかなクン                   | 『おさかな天国』                          | 香取慎吾                                             |
| 平井堅                       | 『大きな古時計』                          | 相田翔子                                             |
| 松浦亜弥・後藤真希・藤本美貴 | 『Yeah! めっちゃホリディ』『The 美学』    | 中居正広（松浦）、久本雅美（後藤）、柴田理恵（藤本） |
| 石原良純                     | 『あめふり』                              | 関根勤                                               |

トピックス
- 76対59で星組が優勝
- この回から2007年まで、勝俣州和が後半の司会をしていた。
- この回から、おすぎとピーコが、月組（ピーコ）と星組（おすぎ）の応援団に。
- 矢沢心と平山綾（現・平山あや）は出番なし。

| ものまね                                    | 楽曲                     | レギュラー陣                                                      |
| ------------------------------------------- | ------------------------ | ----------------------------------------------------------------- |
| 松浦亜弥                                    | 『ね〜え?』              | はしのえみ                                                        |
| EXILE                                       | 『Choo Choo TRAIN』      | 麻木久仁子、坂下千里子、乙葉、KABA.ちゃん、中野美奈子アナウンサー |
| 石原慎太郎・石原伸晃                        | 『石原家のテーマ』       | 勝俣州和（伸晃）、石原良純（慎太郎）                              |
| 森山直太朗                                  | 『さくら』               | 草彅剛                                                            |
| マギー審司・宗方仁コーチ（エースをねらえ!） | 『オリーブの首飾り』     | ココリコ（遠藤：審司、田中：宗方）                                |
| 西田敏行・井筒和幸                          | 『ゲロッパ』             | 極楽とんぼ（山本：西田、加藤：井筒）                              |
| SMAP                                        | 『世界に一つだけの花』   | 中居正広                                                          |
| 藤岡弘、                                    | 『仮面ライダーのテーマ』 | 関根勤                                                            |

| ものまね                   | 楽曲                        | レギュラー陣 |
| -------------------------- | --------------------------- | --- |
| 井上陽水とゆかいな仲間たち | 『世界に一つだけの花』      | 飯尾和樹（コシノジュンコ）、キングコング（梶原：井上、西野：キアヌ・リーブス）、北陽（虻川：竹内力、伊藤：天童よしみ） |
| 女子十二楽坊               | 『自由』                    | 藤井隆 |
| KABA.ちゃん                | 『Body Feels EXIT』         | 久本雅美 |
| 我修院達也                 | 『TOP OF THE WORLD』        | 香取慎吾 |
| プリンセス天功             | 『Diamonds』                | 柴田理恵、相田翔子 |
| 玉置浩二・假屋崎省吾       | 『假屋崎省吾の心』          | ガレッジセール（ゴリ：玉置、川田：假屋崎）                                                                             |
| t.A.T.u.                   | 『ALL THE Things She Said』 | 爆笑問題（太田：ユーリャ、田中：リェーナ）                                                                             |
| 渥美清                     | 『男はつらいよ』            | 山口智充 |

プリンセス天功はご本人登場で参加。平山あやは出番なし。
| ものまね                     | 楽曲                     | レギュラー陣                                 |
| ---------------------------- | ------------------------ | -------------------------------------------- |
| ピンク・レディー             | 『サウスポー』           | はしのえみ、坂下千里子                       |
| シャラポワ・田臥勇太         | 『さくらんぼ』           | ガレッジセール                               |
| ゴリエ                       | 『Mickey』               | 勝俣州和、石原良純、乙葉                     |
| 松平健                       | 『マツケンサンバII』     | 香取慎吾                                     |
| 水前寺清子・デューク更家     | 『三百六十五歩のマーチ』 | ココリコ（遠藤：水前寺、田中：更家）         |
| ペ・ヨンジュン・ふじいあきら | 『冬のソナタ』           | さまぁ〜ず（三村：ふじい、大竹：ヨンジュン） |
| 波田陽区                     | 『ギター侍』             | 中居正広                                     |
| 安藤優子                     | 『アイアイ』             | 関根勤                                       |

| ものまね                                             | 楽曲                   | レギュラー陣                                                                           |
| ---------------------------------------------------- | ---------------------- | -------------------------------------------------------------------------------------- |
| 氣志團                                               | 『One Night Carnival』 | 久本雅美、森三中                                                                       |
| 夏目雅子・井上和香・松原のぶえ・檀ふみ・エスパー伊東 | 『瞳をとじて』         | キングコング（梶原：伊東、西野：井上）、北陽（虻川：檀、伊藤：松原）、井上和香（夏目） |
| 小柳凛（美山加恋）                                   | 『恋のダイヤル6700』   | 草彅剛                                                                                 |
| ブリトニー・スピアーズ・P!NK・ビヨンセ               | 『WE WILL ROCK YOU』   | 柴田理恵、杉田かおる、KABA.ちゃん                                                      |
| 北島康介・えなりかずき                               | 『15の夜』             | 品川庄司（品川：えなり、庄司：北島）                                                   |
| アニマル浜口・浜口京子                               | 『京子』               | 爆笑問題（太田：アニマル、田中：京子）                                                 |
| 尾藤イサオ                                           | 『あしたのジョー』     | 山口智充                                                                               |

| ものまね              | 楽曲      | レギュラー陣                                                                     |
| --------------------- | --------- | -------------------------------------------------------------------------------- |
| いいとも!チアガールズ | 『SMILY』 | 坂下千里子、キングコング、森三中、乙葉、井上和香、小倉優子、斉藤舞子アナウンサー |

| ものまね                                                         | 楽曲                   | レギュラー陣                                                             |
| ---------------------------------------------------------------- | ---------------------- | ------------------------------------------------------------------------ |
| インリン・オブ・ジョイトイ・和泉元彌・和泉節子・レイザーラモンHG | 『Livin'La Vida Loca』 | 柴田理恵（インリン）、石原良純（元彌）、品川庄司（品川：節子、庄司：HG） |
| レギュラー                                                       | 『負け犬探検隊』       | 久本雅美（松本）、梨花（西川）                                           |
| 安藤美姫                                                         | 『夢想花』             | 草彅剛                                                                   |
| 美輪明宏・長渕剛・湯浅卓                                         | 『恋のマイアヒ』       | 青木さやか（美輪）、ココリコ（遠藤：長渕、田中：湯浅）                   |
| 片山さつき・井脇ノブ子                                           | 『Forever Love』       | 爆笑問題（太田：片山、田中：井脇）                                       |
| BEGIN（比嘉栄昇）                                                | 『涙そうそう』         | 山口智充                                                                 |

| ものまね                       | 楽曲              | レギュラー陣                               |
| ------------------------------ | ----------------- | ------------------------------------------ |
| 修二と彰                       | 『青春アミーゴ』  | 勝俣州和、橋下徹                           |
| 佐々木健介・北斗晶             | 『関白宣言』      | ガレッジセール（川田：佐々木、ゴリ：北斗） |
| 電車男（伊藤淳史）             | 『TRAIN-TRAIN』   | 香取慎吾                                   |
| 南海キャンディーズ（山ちゃん） | 『森のくまさん』  | さまぁ〜ず、南海キャンディーズ             |
| 長州小力                       | 『NIGHT OF FIRE』 | 中居正広                                   |
| ボビー・オロゴン               | 『ぞうさん』      | 関根勤                                     |

トピックス
- 98対52で星組が優勝

| ものまね   | 楽曲       | レギュラー陣   |
| ---------- | ---------- | -------------- |
| ザ・たっち | 『タッチ』 | おすぎとピーコ |

| ものまね                                           | 楽曲                         | レギュラー陣                                                                 |
| -------------------------------------------------- | ---------------------------- | ---------------------------------------------------------------------------- |
| DJ OZMA                                            | 『アゲ♂アゲ♂EVERY☆騎士』     | 石原良純、オリエンタルラジオ                                                 |
| チョウ・ユンファ・チャン・ツィイー・チェ・ホンマン | 『Oh My Little Girl』        | 勝俣州和（ホンマン）、坂下千里子（ツィイー）、劇団ひとり（ユンファ）         |
| 安藤美姫・髙橋大輔・荒川静香・織田信成             | 『I believe』                | 青木さやか（荒川）、キングコング（梶原：織田、西野：高橋）、三船美佳（安藤） |
| オシム監督                                         | 『もしもピアノが弾けたなら』 | 草彅剛                                                                       |
| 安倍晋三・ライス国務長官                           | 『デビルマンのうた』         | さまぁ〜ず（三村：安倍、大竹：ライス）                                       |
| 死神リューク・石原真理子                           | 『DANI CALIFORNIA』          | 爆笑問題（太田：リューク、田中：石原）                                       |
| 吉川晃司                                           | 『ど根性ガエルのテーマ』     | 山口智充                                                                     |

| ものまね                             | 楽曲                                   | レギュラー陣                                                   |
| ------------------------------------ | -------------------------------------- | -------------------------------------------------------------- |
| キグルミ・ダイノジ大地洋輔           | 『たらこ・たらこ・たらこ〜エアギター』 | 柴田理恵（大地）、小倉優子（キグルミ）、しずちゃん（キグルミ） |
| 新庄剛志・森本ひちょり・ヒルマン監督 | 『Dear ヒルマン監督』                  | 品川庄司（品川：森本、庄司：新庄）、山ちゃん（ヒルマン）       |
| オリエンタルラジオ                   | 『負け犬武勇伝』                       | 久本雅美（中田）、梨花（藤森）                                 |
| 美輪明宏                             | 『愛の讃歌』                           | 香取慎吾                                                       |
| ジダン・冥王星                       | 『さよなら』                           | ガレッジセール（川田：冥王星、ゴリ：ジダン）                   |
| 小梅太夫                             | 『中居日記』                           | 中居正広                                                       |
| 大滝秀治                             | 『宙船』                               | 関根勤                                                         |

トピックス
- 月組が優勝
- おすぎとピーコが、この回はそれぞれの応援団長ではなく、唯一ものまねをした回だった。

| ものまね                            | 楽曲                         | レギュラー陣                                                                       |
| ----------------------------------- | ---------------------------- | ---------------------------------------------------------------------------------- |
| おしりかじり虫                      | 『つよしかじり虫』           | 草彅剛                                                                             |
| 小倉優子とアキバ系オタク            | 『♡桃色片想い♡』             | 勝俣州和（オタク）、劇団ひとり（オタク）、ほしのあき（小倉）                       |
| 高砂親方・朝青龍                    | 『ひとり』                   | 品川庄司（品川：高砂、庄司：朝青龍）                                               |
| ディラン&キャサリン・スパイダーマン | 『BORN IN THE U.S.A』        | 石原良純（ディラン）、オリエンタルラジオ（中田：スパイダーマン、藤森：キャサリン） |
| 小沢一郎・内館牧子                  | 『アルプスの少女ハイジ』     | さまぁ〜ず（三村：小沢、大竹：内館）                                               |
| 秋川雅史・猫ひろし                  | 『千の風になって』           | 爆笑問題（太田：秋川、田中：猫）                                                   |
| 安岡力也                            | 『ホタテのロックン・ロール』 | 山口智充                                                                           |

| ものまね                                     | 楽曲                                 | レギュラー陣                                                                             |
| -------------------------------------------- | ------------------------------------ | ---------------------------------------------------------------------------------------- |
| おしりかじり虫・沢尻エリカ                   | 『おしりかじり虫』                   | タカアンドトシ（タカ：沢尻、トシ：かじり虫）                                             |
| ビリー&シェリー                              | 『ビリーズブートキャンプ』           | 青木さやか（ビリー）、キングコング（ビリー）、マリエ（シェリー）                         |
| 藤崎マーケット・にしおかすみこ・たむらけんじ | 『ラララ ライ体操』                  | 久本雅美（藤崎 田崎）、柴田理恵（たむら）、南野陽子（にしおか）、柳原可奈子（藤崎 藤原） |
| ギャル曽根・ハンカチ王子                     | 『F-1グランプリのテーマ』            | ガレッジセール（川田：曽根、ゴリ：ハンカチ王子）                                         |
| IKKO                                         | 『どうにもとまらない』               | 香取慎吾                                                                                 |
| ムーディ勝山                                 | 『右から来たものを左へ受け流すの歌』 | 中居正広                                                                                 |
| 輪島功一                                     | 『うさぎとかめ』                     | 関根勤                                                                                   |

トピックス
- 121対29で星組が優勝
- この回まで、後半の司会が勝俣州和だった。

| ものまね | 楽曲              | レギュラー陣               |
| -------- | ----------------- | -------------------------- |
| ビヨンセ | 『Crazy in Love』 | 渡辺直美（いいとも少女隊） |

| ものまね                 | 楽曲                           | レギュラー陣                                     |
| ------------------------ | ------------------------------ | ------------------------------------------------ |
| はるな愛                 | 『松浦亜弥ライブ』             | 草彅剛                                           |
| 鼠先輩                   | 『チューチューTRAIN』          | 石原良純、青木さやか、オリエンタルラジオ、マリエ |
| EXILE (ATSUSHI)          | 『Lovers Again』               | DAIGO、千原ジュニア                              |
| 北島康介・くいだおれ太郎 | 『この瞬間、きっと夢じゃない』 | タカアンドトシ（タカ：北島、トシ：くいだおれ）   |
| 織田裕二                 | 『君の瞳に恋してる』           | 香取慎吾                                         |
| ハリセンボン             | 『2億4千万の瞳』               | 爆笑問題（太田：箕輪、田中：近藤）               |
| 渡辺直美                 | 『Crazy in Love』              | 山口智充                                         |

| ものまね                                       | 楽曲               | レギュラー陣                                                           |
| ---------------------------------------------- | ------------------ | ---------------------------------------------------------------------- |
| Perfume                                        | 『ポリリズム』     | チュートリアル（徳井：のっち、福田：かしゆか）、里田まい（あ〜ちゃん） |
| 髭男爵・鳥居みゆき（爆笑レッドカーペット芸人） | 『乾杯』           | 久本雅美（ひぐち）、南野陽子（鳥居）、大島美幸（山田）                 |
| 国産うなぎと産地不明うなぎ                     | 『三年目の浮気』   | 劇団ひとり（産地不明）、南明奈（国産）                                 |
| 石川遼                                         | 『キセキ』         | ガレッジセール（川田：石川、ゴリ：芝生）                               |
| ポニョ・宮崎駿                                 | 『崖の上のポニョ』 | さまぁ〜ず（三村：ポニョ、大竹：宮崎）、柳原可奈子（ポニョ）           |
| 森進一                                         | 『スシ食いねェ!』  | 中居正広                                                               |
| 大槻義彦教授・韮澤潤一郎                       | 『UFO』            | 関根勤                                                                 |

トピックス
- 97対53で月組が優勝
- オープニングアクトで、ナオミが持ちネタのビヨンセの『Crazy in Love』を披露。
- この回と2009年は、久本雅美が後半の司会をしていた。

| ものまね                           | 楽曲                       | レギュラー陣                                                                      |
| ---------------------------------- | -------------------------- | --------------------------------------------------------------------------------- |
| AKB48                              | 『会いたかった』           | マリエ、千原ジュニア、DAIGO、斎藤舞子アナ、松尾翠アナ、椿原慶子アナ、加藤綾子アナ |
| 島田紳助・木下優樹菜               | 『泣いてもいいですか』     | 青木さやか（島田）、南明奈（木下）                                                |
| 笠浩二 (C-C-B)・亀田興毅・内藤大助 | 『Romanticが止まらない』   | チュートリアル（徳井：笠、福田：内藤）、大島美幸（亀田）                          |
| 浜田ブリトニー                     | 『恋愛レボリューション21』 | ロンドンブーツ1号2号、ベッキー                                                    |
| おとな店長（こども店長）           | 『かつおぶしだよ人生は』   | 香取慎吾                                                                          |
| 小林麻央・市川海老蔵               | 『君といつまでも』         | 爆笑問題（太田：小林、田中：市川）                                                |
| 西城秀樹                           | 『ガッチャマンの歌』       | 山口智充                                                                          |

| ものまね                                                                                 | 楽曲                                          | レギュラー陣                                                                                                 |
| ---------------------------------------------------------------------------------------- | --------------------------------------------- | --- |
| 益若つばさ・長友光弘（響）・バービー（フォーリンラブ）・いとうあさこ・マツコ・デラックス | 『Dear WOMAN』                                | オリエンタルラジオ（藤森：益若、中田：バービー）、オードリー（若林：いとう、春日：マツコ）、久本雅美（長友） |
| 珍獣ハンター・イモトと珍獣たち                                                           | 『負けないで』                                | はいだしょうこ（イモト）、タカアンドトシ（トシ：原住民、タカ：チェ・ジウ）、柳原可奈子（コモドドラゴン）     |
| たけしすぎる海女さんと良純すぎる海女さん                                                 | 『お嫁サンバ』                                | 劇団ひとり（たけし）、石原良純（良純）                                                                       |
| オードリー                                                                               | 『春日の歌』                                  | 草彅剛（春日）、若林正恭（若林（本人））                                                                     |
| 高橋ジョージ・茂木健一郎                                                                 | 『ロード』                                    | さまぁ〜ず（三村：高橋、大竹：茂木）                                                                         |
| マイケル・ジャクソン                                                                     | 『THIS IS 中居』                              | 中居正広 |
| ジュンス（東方神起）                                                                     | 『どうして君を好きになってしまったんだろう?』 | 関根勤 |

トピックス
- 星組が優勝
- 2008年と同じ、久本雅美が後半の司会をしていた。

| ものまね        | 楽曲               | ゲスト   |
| --------------- | ------------------ | -------- |
| 木村拓哉 (SMAP) | 『宇宙戦艦ヤマト』 | もっぷん |

| ものまね                                                       | 楽曲                                            | レギュラー陣                                                                         |
| -------------------------------------------------------------- | ----------------------------------------------- | ------------------------------------------------------------------------------------ |
| AKB48                                                          | 『ヘビーローテーション』                        | 佐々木希、柳原可奈子、斉藤舞子アナ、平井理央アナ、加藤綾子アナ                       |
| 玉置浩二・青田典子                                             | 『田園』                                        | ロンドンブーツ1号2号（淳：玉置、亮：青田）                                           |
| 池上彰・駒野友一                                               | 『トイレの神様』                                | 劇団ひとり、石原良純（ひとり：池上、石原：駒野）                                     |
| マツコ・デラックス・ミッツ・マングローブ・はるな愛・クリス松村 | 『負けないで』                                  | チュートリアル（徳井：ミッツ、福田：クリス）、ロッチ（中岡：はるな、コカド：マツコ） |
| アンジェラ・アキ・浅田真央                                     | 『手紙 〜拝啓 十五の君へ〜』                    | さまぁ〜ず（三村：浅田、大竹：アンジェラ）                                           |
| 楽しんご                                                       |                                                 | 中居正広                                                                             |
| ルイ・アームストロング                                         | 『この素晴らしき世界 (What a Wonderful World)』 | 山口智充                                                                             |

| ものまね       | 楽曲                         | レギュラー陣                                                           |
| -------------- | ---------------------------- | ---------------------------------------------------------------------- |
| KARA           | 『ミスター』                 | オリエンタルラジオ、オードリー、秋元才加、ベッキー                     |
| レディー・ガガ | 『ポーカー・フェイス』       | DAIGO、千原ジュニア                                                    |
| ゲゲゲの鬼太郎 | 『ありがとう』               | タカアンドトシ（タカ：鬼太郎、トシ：ねずみ男）、はいだしょうこ（猫娘） |
| マラドーナ     | 『タマシイレボリューション』 | 草彅剛                                                                 |
| 谷亮子・蓮舫   | 『世界に一つだけの花』       | 爆笑問題（田中：谷、大田：蓮舫）                                       |
| 楽しんご       | 『This is love』             | 香取慎吾                                                               |
| 金子哲雄       | 『マネー、マネー、マネー』   | 関根勤                                                                 |

トピックス
- 星組が優勝
- この回は、千原ジュニアが後半の司会をしていた。

| ものまね | 楽曲                       | ゲスト                                                     |
| -------- | -------------------------- | ---------------------------------------------------------- |
| AKB48    | 「Everyday、カチューシャ」 | ベッキー、指原莉乃、秋元才加、本田朋子アナ、三田友梨佳アナ |

| ものまね                                               | 楽曲                             | レギュラー陣                                                   |
| ------------------------------------------------------ | -------------------------------- | -------------------------------------------------------------- |
| レディー・ガガ                                         | 『Born This Way』                | 渡辺直美                                                       |
| 妖怪人間                                               | 『妖怪人間ベム』                 | タカアンドトシ（タカ：ベロ、トシ：ベム）、高橋真麻アナ（ベラ） |
| 2011年ヒットした人たち（ローラ、家政婦のミタ、iPhone） | 歌はなし                         | ピース（綾部：ローラ、又吉：ミタ）、山崎弘也（iPhone 4S）      |
| あやまんJAPAN                                          | 『ぽいぽいぽいぽぽいぽいぽぴー』 | 千原ジュニア、ロッチ、指原莉乃                                 |
| 内田裕也・樹木希林                                     | 『Butterfly』                    | 爆笑問題（太田：内田、田中：樹木）                             |
| 加山雄三                                               | 『君といつまでも』               | 関根勤                                                         |

| ものまね         | 楽曲                           | レギュラー陣                         |
| ---------------- | ------------------------------ | ------------------------------------ |
| 芦田愛菜、鈴木福 | 『マル・マル・モリ・モリ!』    | 香取慎吾（鈴木）、柳原可奈子（芦田） |
| 澤穂希           | 『GO GO サマー!』              | ロンドンブーツ1号2号                 |
| 山崎弘也         | 『ミスター』                   | 草彅剛                               |
| ブータン国王夫妻 | 『てんとう虫のサンバ』         | 劇団ひとり、秋元才加                 |
| しょうわ時代     | 『Gee』                        | 中居正広                             |
| 小雪・小倉智昭   | 『ウイスキーが、お好きでしょ』 | さまぁ〜ず（大竹：小雪、三村：小倉） |

トピックス
- この回は、紅組か白組かの優勝はなし。
- 後半の司会が、田村淳（ロンドンブーツ1号2号）だった。

| ものまね                       | 楽曲                           | レギュラー陣 |
| ------------------------------ | ------------------------------ | --- |
| スギちゃん                     | 『Born To Be Wild』            | 草彅剛 |
| ももいろクローバーZ            | 『行くぜっ!怪盗少女』          | 千原ジュニア、ローラ、木下優樹菜、本田朋子アナ、三田友梨佳アナ 【千原：百田夏菜子、ローラ：玉井詩織、木下：佐々木彩夏、三田：有安杏果、本田：高城れに】 |
| オバケのQ太郎&忍者ハットリくん | 『忍者ハットリくん』と『粉雪』 | タカアンドトシ 【タカ:Q太郎、トシ：ハットリくん】 |
| ゴールデンボンバー             | 『女々しくて』                 | 武井壮、指原莉乃、生田竜聖アナ、竹内友佳アナ 【武井：鬼龍院翔、指原：喜矢武豊、生田：歌広場淳、竹内：樽美酒研二】                                       |
| ローラ                         | 『傷だらけのローラ』           | ベッキー |
| ウサイン・ボルト               | 『STARS』                      | 渡辺直美 |
| 藤田紀子とピース綾部           | 『ロマンスのおかみさん』       | ピース 【又吉：藤田紀子、綾部：ピース綾部（本人）】 |
| フレディ・マーキュリー         | 『We Are The Champions』       | 栗原類 |
| PSY                            | 『カンタンスタイル』           | 山崎弘也 |
| タカ（タカアンドトシ）         | 『WE ARE THE CHAMP』           | 柳原可奈子 |
| 焼き鮭・塩麹                   | 『How many いい顔』            | バナナマン 【設楽：焼き鮭、日村：塩麹】 |
| 修復された壁画                 | 『MONSTER』                    | 劇団ひとり |
| 鈴木福                         | 『イヤイヤYO〜!!』             | 香取慎吾 |
| COWCOW                         | 『あたりまえ体操』             | 中居正広 |
| バナナマン                     | 『とんでったバナナ』           | 爆笑問題 【太田：設楽、田中：日村】 |
| きゃりーぱみゅぱみゅ           | 『つけまつける』               | 鈴木浩介、三ツ矢雄二、澤部佑、伊藤修子、笑福亭鶴瓶 |
| 冨永愛・井上公造               | 歌は無し                       | さまぁ〜ず 【三村：井上公造、大竹：冨永愛】 |
| パンツェッタ・ジローラモ       | 『ガラスの部屋』               | 関根勤 |

トピックス
- 今回は個人戦を行い、審査員ゲストの澤穂希、吉田沙保里、大島優子・柏木由紀・渡辺麻友（3名AKB48）が1人5点単位で1人100点満点、最大500点満点で採点。この得点が『特大号』通しで行われた個人得点に加算される。
- この回は、2010年と同様、千原ジュニアが後半の司会をしていた。

| ものまね                                       | レギュラー陣                                                                          |
| ---------------------------------------------- | ------------------------------------------------------------------------------------- |
| フグ田サザエ、磯野波平、磯野カツオ、磯野ワカメ | 生野陽子アナ（サザエ）、竹内友佳アナ（波平）、noon boyz（真田：カツオ、野澤：ワカメ） |

| ものまね | 楽曲                       | レギュラー陣 |
| --- | -------------------------- | --- |
| ふなっしー、ちっちゃいおっさん                                                                                     | Joy!!                      | 草彅剛、香取慎吾 【草彅：ふなっしー、香取：ちっちゃいおっさん】 |
| AKB48 | 恋するフォーチュンクッキー | 千原ジュニア、斉藤舞子アナ、三田友梨佳アナ、久代萌美アナ、内田嶺衣奈アナ 【千原：指原莉乃】                                                                                                  |
| 高見盛 | Tacami'                    | 柳原可奈子 |
| ATSUSHI、HIRO、板野友美、SAM、小木曽忠生（緋田康人）、ウラディミール・バレンティン、本田圭佑、田中将大、進撃の巨人 | Choo Choo Train            | 武井壮、アルコ&ピース、ウエストランド、パンサー、倉田大誠アナ 【武井：ATSUSHI、平子：小木曽、酒井：バレンティン、井口：本田、河本：田中、菅：HIRO、向井：板野、尾形：SAM、倉田：進撃の巨人】 |
| 江頭2:50 | スリル                     | 栗原類 |
| 地獄のミサワ | あまちゃんのテーマ         | 劇団ひとり、木下優樹菜 |
| 荒井由実、ジブリオールスターズ、ミニオン                                                                           | ひこうき雲                 | 木曜日チーム、鈴木浩介 【ベッキー：荒井(松任谷)、鈴木：堀越二郎、綾部：キキ、又吉：カオナシ、山崎：ポルコ・ロッソ、鶴瓶：ミニオン】                                                          |
| 片岡愛之助、ピーコ                                                                                                 | 半沢直樹のテーマ           | さまぁ〜ず 【大竹：片岡、三村：ピーコ】 |

| ものまね | 楽曲                       | レギュラー陣                                                                                                   |
| --- | -------------------------- | --- |
| やしろ優（倖田來未・芦田愛菜）                                                                                        | 倖田來未メドレー           | 渡辺直美 |
| 内田裕也、瀬戸内寂聴                                                                                                  | We Will Rock You           | ローラ、澤部佑 【ローラ：内田、澤部：寂聴】                                                                    |
| 舞祭組 | 棚からぼたもち・マジック編 | 中居正広、本物の「ブサイク」（千原せいじ（千原兄弟）、田中卓志（アンガールズ）、岩尾望（フットボールアワー）） |
| 鉄拳 | 潮騒のメモリー             | 指原莉乃 |
| ロバート、ブラジルの空港のおじさん                                                                                    | 体つきものまね             | タカアンドトシ 【タカ：秋山竜次、トシ：ブラジルの空港のおじさん】                                              |
| 武井壮、戸田奈津子 | Eye Of The Tiger           | バナナマン 【設楽：武井、日村：戸田】                                                                          |
| 林下清志（ビッグダディ）、美奈子                                                                                      | さすらい                   | 爆笑問題 【太田：林下、田中：美奈子】                                                                          |
| 歴史上の偉人ものまね（ニュートン、フレミング、コロンブス、小野妹子、スピルバーグ、ウォルト・ディズニー、2足歩行の猿） | 威風堂々                   | 関根勤 |

110対40で白組の勝利。
最後の歌合戦でも、千原ジュニアが後半の司会をしていた。

## スペシャルコーナー・企画
特にその年の人気各曜日日替わりコーナーがスペシャル版として『特大号』にて放送される。コーナー司会はほとんどが総合司会である森田一義（タモリ）が務めるが、コーナーによっては、タモリの補佐役として1人付きのコーナー司会を務める。コーナー内容は、各曜日別対抗のクイズ形式のものが多い。
また、1997年と1998年は、5-6人以上の各曜日レギュラーコーナーが放送されていたが、1999年以降は「いいとも!ものまね歌合戦」の時間を拡大している（いいとも!レギュラー陣の増員）のことから、コーナーの数は毎年、2-3つであり縮小傾向にある。各コーナーのタイトルには「クリスマスSP」、「年忘れSP」、「特大号SP」、「年末SP」、「カウントダウンSP」などとコーナー名の最後に付く。ただし、1993年、1995年、1997年、2009年のように他タイトルの「SP」やただの「SP」のみがコーナー名の最後に付く場合もある。
2012年は「いいとも!No.1レギュラー決定戦」と題し、各コーナーの成績に応じて個人得点が加算（20時で退出のHolidayレギュラーの鈴木福と中継を行った木曜レギュラーの笑福亭鶴瓶は除く）。各コーナー獲得得点と「いいとも!ものまね歌合戦」の得点の合計が一番高かったレギュラーは「純金製タモリストラップ」を獲得。逆に最下位のレギュラーは翌年2013年1月放送分において、アシスタントのnoon boyzと共にアシスタントに回る罰を受ける。
| 開催年     | コーナー名（コーナー説明・詳細・出来事など）         | コーナー司会                                                                    | コーナーゲスト                                         |
| ---------- | ---------------------------------------------------- | ------------------------------------------------------------------------------- | ------------------------------------------------------ |
| 1980年 代  | レギュラー女装（仮装）大会                           | 森田一義（タモリ）                                                              |                                                        |
| 1984年新春 | 新年ばけましておめでとう!                            | 森田一義（タモリ）                                                              |                                                        |
| 1984年新春 | スターでポSTAR                                       | 森田一義（タモリ）                                                              |                                                        |
| 1984年新春 | タモちゃんバンド 初ライブ!!                          | 森田一義（タモリ）                                                              |                                                        |
| 1984年新春 | まるごと ザ・ゼミナール                              | 森田一義（タモリ）                                                              |                                                        |
| 1984年年末 | 曜日対抗 いいともCMコンテスト                        | 森田一義（タモリ）                                                              |                                                        |
| 1984年年末 | 女の子勝ち抜き腕相撲                                 | 森田一義（タモリ）                                                              |                                                        |
| 1984年年末 | なるほどでもないニッポン                             | 森田一義（タモリ）                                                              |                                                        |
| 1984年年末 | いいとも重大ニュース                                 | 森田一義（タモリ）                                                              |                                                        |
| 1984年年末 | いいとも意識調査                                     | 森田一義（タモリ）                                                              |                                                        |
| 1985年年末 | 年越したべるマッチ                                   | 森田一義（タモリ）                                                              |                                                        |
| 1985年年末 | さよなら'85 なるほど・だ・ニッポン                   | 森田一義（タモリ）                                                              |                                                        |
| 1985年年末 | 年忘れ！曜日対抗歌合戦                               | 森田一義（タモリ）                                                              |                                                        |
| 1985年年末 | いいともクイズ                                       | 森田一義（タモリ）                                                              |                                                        |
| 1985年年末 | いいとも意識調査                                     | 森田一義（タモリ）                                                              |                                                        |
| 1988年     | それぞれ勝手にいいともニュース                       | 森田一義（タモリ）                                                              |                                                        |
| 1988年     | 輝け！オールスターMrレディーコンテスト               | 森田一義（タモリ）                                                              |                                                        |
| 1990年     | それ絶対やっちゃダメ!                                | 森田一義（タモリ）                                                              |                                                        |
| 1990年     | 負けて堪るか!平成五番勝負                            | 森田一義（タモリ）                                                              |                                                        |
| 1991年     | それ絶対やってみよう!                                | 森田一義（タモリ）                                                              |                                                        |
| 1991年     | FNS爆笑!オールスタータモリンピック大賞               | 森田一義（タモリ）                                                              |                                                        |
| 1991年     | いいとも!意識調査                                    | 森田一義（タモリ）                                                              |                                                        |
| 1992年     | それ絶対やってみよう!                                | 森田一義（タモリ）                                                              |                                                        |
| 1992年     | タモリンピック大賞スペシャル                         | 森田一義（タモリ）                                                              |                                                        |
| 1993年     | 今夜限りの復活!タモリンピックスペシャル              |                                                                                 |                                                        |
| 1994年     | 早押し目指せ!マドンナ                                | 関根勤                                                                          |                                                        |
| 1994年     | 史上最低のイライラ大作戦!!                           | 笑福亭鶴瓶                                                                      |                                                        |
| 1995年     | いいとも!選手権スペシャル                            | 森田一義（タモリ）、西山喜久恵（フジテレビアナウンサー）                        |                                                        |
| 1995年     | 私の子供は有名人                                     | 森田一義（タモリ）、ヒロミ                                                      |                                                        |
| 1995年     | ディナーショーカズークイズ!                          | 森田一義（タモリ）                                                              |                                                        |
| 1995年     | ブルース★リークイズ!                                 | 森田一義（タモリ）、笑福亭鶴瓶                                                  |                                                        |
| 1995年     | 聖夜の夢でSHOW                                       | 久本雅美、中居正広（SMAP） 吉沢孝明・杉浦広子（共に当時フジテレビアナウンサー） |                                                        |
| 1995年     | ニュートン慎吾の聖夜の科学特捜隊                     | 香取慎吾（SMAP）                                                                |                                                        |
| 1996年     | クイズパビリオン・早く抜けなきゃ!                    | 森田一義（タモリ）                                                              |                                                        |
| 1996年     | 大人はわかっとる!                                    | 森田一義（タモリ）                                                              |                                                        |
| 1996年     | 足相撲最強王決定戦                                   | 森田一義（タモリ）                                                              |                                                        |
| 1997年     | ニャニャニャ博覧会                                   | 森田一義（タモリ）                                                              |                                                        |
| 1997年     | クリスマスわかっとる!スペシャル                      | 森田一義（タモリ）、笑福亭鶴瓶                                                  |                                                        |
| 1997年     | 秘密のつながりグランプリ                             | 森田一義（タモリ）、久本雅美                                                    |                                                        |
| 1997年     | 真っ赤な本当                                         | 関根勤、ヒロミ                                                                  |                                                        |
| 1997年     | 今夜復活!恐怖のドカン大作戦                          | 森田一義（タモリ）                                                              |                                                        |
| 1997年     | いいともレギュラー・クローンさんいらっしゃい!        | 森田一義（タモリ）                                                              |                                                        |
| 1998年     | Mr.ビジョアル系                                      | 森田一義（タモリ）                                                              |                                                        |
| 1998年     | いいともジンジンジン                                 | 森田一義（タモリ）、勝俣州和                                                    |                                                        |
| 1998年     | お顔足し算クイズ美味堪能ショー                       | 森田一義（タモリ）、東野幸治                                                    |                                                        |
| 1998年     | 秘密のつながりグランプリ                             | 森田一義（タモリ）、久本雅美                                                    |                                                        |
| 1998年     | 演技なきいいとも勝手にサミット                       | 森田一義（タモリ）                                                              |                                                        |
| 1998年     | クイズおしゃれ泥棒                                   | 森田一義（タモリ）                                                              |                                                        |
| 1999年     | Mr.ビジョアル系                                      | 森田一義（タモリ）                                                              |                                                        |
| 1999年     | マネージャー事情聴取 犯人は誰だ!!                    | 森田一義（タモリ）、久本雅美                                                    |                                                        |
| 1999年     | アンケートタイム だんだん減らしまSHOW                | 香取慎吾・草彅剛（SMAP）                                                        |                                                        |
| 2000年     | Mr.ビジョアル系                                      | 森田一義（タモリ）                                                              |                                                        |
| 2000年     | マネージャー事情聴取 犯人は誰だ!!                    | 森田一義（タモリ）、久本雅美                                                    |                                                        |
| 2000年     | アンケートタイム だんだん減らしまSHOW                | 香取慎吾・草彅剛（SMAP）                                                        |                                                        |
| 2001年     | 関係者事情聴取 犯人は誰だ!!                          | 森田一義（タモリ）、久本雅美                                                    |                                                        |
| 2001年     | だんだん減らしまSHOW カウントダウンスペシャル        | 香取慎吾・草彅剛（SMAP）                                                        |                                                        |
| 2002年     | 何でもランキング 1位を当てちゃいけまテン             | 森田一義（タモリ）、久本雅美                                                    |                                                        |
| 2002年     | 関係者事情聴取 犯人は誰だ!!                          | 森田一義（タモリ）、香取慎吾（SMAP）                                            |                                                        |
| 2003年     | 何でもランキング! 1位を当てちゃいけまテン            | 森田一義（タモリ）、久本雅美                                                    |                                                        |
| 2003年     | ゲストは大事なお客様                                 | 森田一義（タモリ）、香取慎吾（SMAP）                                            |                                                        |
| 2004年     | あなたの（知ってるようで）知らない世界               | タモリ、中居正広（SMAP）                                                        |                                                        |
| 2004年     | ゲストは大事なお客様                                 | 森田一義（タモリ）、香取慎吾（SMAP）                                            |                                                        |
| 2005年     | かんだらアウト!SPEED                                 | 森田一義（タモリ）、久本雅美                                                    |                                                        |
| 2005年     | 一流芸能人はオーラが命                               | 森田一義（タモリ）、香取慎吾（SMAP）                                            |                                                        |
| 2006年     | ネーム・オブ・ザ・リンク2006                         | 森田一義（タモリ）                                                              |                                                        |
| 2006年     | ランキングバトル めざせぴったり21                    | 森田一義（タモリ）、香取慎吾（SMAP）                                            |                                                        |
| 2006年     | 誰の思い出!?胸キュンフレーズ大品評会                 | 森田一義（タモリ）、中居正広（SMAP）                                            |                                                        |
| 2007年     | みんなでクリア!! 3分で振り返る2007                   | 森田一義（タモリ）                                                              |                                                        |
| 2007年     | ランキンビリヤードナンイ?ボール                      | 森田一義（タモリ）、中居正広（SMAP）                                            |                                                        |
| 2007年     | 緊急企画 おめでとう世界一                            | 森田一義（タモリ）、斉藤舞子（フジテレビアナウンサー）                          |                                                        |
| 2008年     | ランキングバトル めざせ!ぴったり21                   | 森田一義（タモリ）、香取慎吾（SMAP）                                            |                                                        |
| 2008年     | クイズ!メイクダウト                                  | 森田一義（タモリ）、千原ジュニア（千原兄弟）                                    |                                                        |
| 2009年     | 2010年一番ツイてるのは誰だ!? いいとも!手相王座決定戦 | 森田一義（タモリ）、中居正広（SMAP）                                            | 島田秀平（手相鑑定士）水無昭善（オネエすぎるお坊さん） |
| 2009年     | 画ったい! いいとも!キャラクター決定戦スペシャル      | 森田一義（タモリ）                                                              |                                                        |
| 2010年     | 初恋相手から元カノまで! この人に恋してました2010     | 森田一義（タモリ）、中居正広（SMAP）                                            |                                                        |
| 2010年     | 年忘れ!いいとも!レギュラー総選挙                     | 森田一義（タモリ）、香取慎吾（SMAP）                                            |                                                        |
| 2011年     | 生で書き納め!達筆王SP                                | 森田一義（タモリ）                                                              | 森大衛（書道家）                                       |
| 2011年     | 年忘れだZ!強制ドヤテクルーレット!                    | 森田一義（タモリ）                                                              |                                                        |
| 2012年     | いいとも!レギュラーNO.1決定戦                        | 森田一義（タモリ）、生野陽子（フジテレビアナウンサー）                          |                                                        |
| 2012年     | いいとも!サンタ1日遅れの出張 クリスマスプレゼント    | 森田一義（タモリ）、生野陽子（フジテレビアナウンサー）                          |                                                        |
| 2012年     | いいとも!2012年名場面集 がんばっちゃった名シーン     | 森田一義（タモリ）、生野陽子（フジテレビアナウンサー）                          |                                                        |
| 2012年     | 今年の書き納め!達筆王決定戦                          | 森田一義（タモリ）、生野陽子（フジテレビアナウンサー）                          | 森大衛（書道家）                                       |
| 2012年     | この出来事は今年!?2012orNOT2012                      | 森田一義（タモリ）、生野陽子（フジテレビアナウンサー）                          |                                                        |
| 2012年     | アイアンシェフが決める!いいとも!炊き込みご飯王決定戦 | 森田一義（タモリ）、生野陽子（フジテレビアナウンサー）                          |                                                        |
| 2012年     | いいとも!似顔絵王決定戦                              | 森田一義（タモリ）、生野陽子（フジテレビアナウンサー）                          | 金子ナンペイ（イラストレーター）                       |
| 2013年     | いいとも!絵が上手い王決定戦                          | 森田一義（タモリ）、生野陽子（フジテレビアナウンサー）                          |                                                        |
| 2014年     | 歴代レギュラー陣からタモリへ最後の挨拶               | 西山喜久恵（フジテレビアナウンサー）                                            |                                                        |

### 紅白対抗!この人誰の初恋の人?クイズ
代表者5人の各曜日レギュラー陣の中から初恋の人を1名当てるコーナー。当初は『'99FNS1億2700万人の27時間テレビ夢列島』内の『増刊号生スペシャル』で行ったものを1999年の『特大号』で初登場させて以来、2005年まで『特大号』の恒例かつ定番コーナーとなっていた。コーナー司会は森田一義（タモリ）と中居正広 (SMAP)。
女性陣は紅組、男性陣は白組として分かれる。ただし、人数調整のためニューハーフタレント（おすぎとピーコ、KABA.ちゃんなど）は紅組チームで参加するケースもあった。
2002年までは芸能人とその初恋の人は立って会話をしていたが2003年からは白い椅子に二人で座って会話していた（2003年と2004年は男性陣が初恋の人との会話に長く時間を取ったり、後述の事件の関係で時間が無くなり、女性陣の番では初恋の人が現れてすぐに当てるということになった）。レギュラー陣として久本雅美、香取慎吾、草彅剛が初恋の人候補として登場する。特に草彅は、1度も回答者から名前が出たことがない。
その他にも初恋バージョンの逆のコーナーとして、「紅白対抗!この人誰の失恋の人?クイズ」が2005年に行われている。担当スタッフの交替に伴い終了した。
2010年では、この企画のリバイバル版にあたる「初恋相手から元カノまで! この人に恋してました2010」として、この年限り復活した。

### いいとも!過去の秘蔵映像集
2009年度の『特大号』において『フジテレビ開局50周年記念』として『いいとも!』・『増刊号』の中から厳選して過去の放送28年間の中から傑作集にてVTR形式にてCM入り前とCM明けの本放送前に映像を数秒、数十秒程度放送された。
出演しているコーナー名が書かれていないものは不明またはオープニングである。下記は秘蔵映像の順番を掲載。
| 放送年 | 過去の秘蔵VTR映像内容                                                                                            |
| ------ | --- |
| 1991年 | 中居正広 (SMAP) の初登場は木村拓哉 (SMAP) と「テレフォンショッキング」初出演の時の映像                           |
| 1991年 | ダウンタウンがいいとも!レギュラー時代だった時の映像（コーナーは「タモリ・ダウンタウンのそれ絶対やってみよう!」） |
| 1985年 | 勝新太郎が「テレフォンショッキング」出演時の映像                                                                 |
| 1983年 | おすぎとピーコが「テレフォンショッキング」初出演時の映像                                                         |
| 1987年 | 笑福亭鶴瓶がいいとも!レギュラーとして初登場した日の映像                                                          |
| 1993年 | 久本雅美がいいとも!レギュラー初登場した日の映像（コーナーは「よかしりもたず」）                                  |
| 1985年 | 関根勤がいいとも!レギュラーとして初登場した日の映像（コーナーは「クイズ毎週が断髪式」）                          |
| 1995年 | 草彅剛 (SMAP) がいいとも!レギュラーとして初登場のオープニング時の映像                                            |
| 1993年 | 稲垣吾郎 (SMAP) が「テレフォンショッキング」初登場時の映像                                                       |
| 1994年 | 香取慎吾 (SMAP) がいいとも!レギュラー初登場のオープニング時の映像                                                |
| 1990年 | 東国原英夫（宮崎県知事）がいいとも!レギュラー時代の映像                                                          |
| 1982年 | 田中康夫（衆議院議員）がいいとも!レギュラー時代の映像                                                            |
| 2005年 | 橋下徹（大阪府知事）がいいとも!レギュラー時代のオープニング時の映像                                              |
| 1984年 | 横山やすしが「テレフォンショッキング」初出演時の映像                                                             |
| 1985年 | 忌野清志郎が「テレフォンショッキング」初出演時の映像                                                             |
| 1995年 | ナインティナインがいいとも!レギュラーだった時の映像（コーナーは「ジジィびんびん物語」）                          |
| 1988年 | 所ジョージがいいとも!レギュラーだった時の映像（コーナーは「金言・格言 色紙でどうじょ!」）                        |
| 1991年 | 阿部寛がモデル時代にコーナー出演した時の映像（コーナーは「鶴&タモのいい男さんいらっしゃい」）                    |
| 1999年 | 要潤が素人時代に出演した時の映像（コーナーは「看板男コレクション」）                                             |
| 1999年 | 永井大が素人時代に出演した時の映像（コーナーは「看板男コレクション」）                                           |
| 1982年 | ビートたけしが「テレフォンショッキング」初出演時の映像                                                           |
| 1986年 | 明石家さんまがいいとも!レギュラー時代の映像（コーナーは「タモリ・さんまの日本一のサイテー男」）                  |
| 1997年 | タイガー・ウッズがゲスト出演時の映像                                                                             |
| 2009年 | パリス・ヒルトンがゲスト出演時の映像                                                                             |
| 2002年 | ウィル・スミスがゲスト出演時の映像                                                                               |
| 2006年 | ジャネット・ジャクソンがゲスト出演時の映像                                                                       |
| 1985年 | ハリソン・フォードがゲスト出演時の映像                                                                           |
| 2008年 | ビヨンセがゲスト出演時の映像                                                                                     |
| 1991年 | ハリソン・フォードがゲスト出演時の映像                                                                           |
| 1995年 | ロバート・デ・ニーロがゲスト出演時の映像                                                                         |

### スーパーテレフォンショッキング
- 2012年度の『年忘れ超特大号』で登場したスペシャル企画。総合司会の森田一義（タモリ）と全曜日レギュラー陣がスペシャルトークを展開する。
  - 2012年度のテレフォンゲストは『いいとも!ものまね歌合戦』に参加した後のいいとも!全レギュラー38人
  - 2013年度のテレフォンゲストは『いいとも!ものまね紅白歌合戦』に参加した後のいいとも!全レギュラー43人

### 爆笑オールスター!タモリンピック
| 年度     | 優勝回数   | 優勝曜日チーム | 各曜日の優勝回数 |
| -------- | ---------- | -------------- | ---------------- |
| 1990年度 | 当時未発表 | 不明           | 不明             |
| 1991年度 | 当時未発表 | 不明           | 不明             |
| 1992年度 | 20回優勝   | 木曜日         | 不明             |
| 1993年度 | 当時未発表 | 不明           | 不明             |

### 曜日対抗いいとも!選手権
| 年度     | 優勝回数   | 優勝曜日チーム   | 各曜日の優勝回数                     |
| -------- | ---------- | ---------------- | ------------------------------------ |
| 1995年度 | 当時未発表 | 金曜日チーム     | 金曜日                               |
| 1996年度 | 当時未発表 | 火曜日チーム     | 火曜日                               |
| 1997年度 | 当時未発表 | 月曜日チーム     | 月曜日                               |
| 1998年度 | 当時未発表 | 月曜日チーム     | 月曜日・2年連続2回目                 |
| 1999年度 | 当時未発表 | 金曜日チーム     | 金曜日・4年振り2回目                 |
| 2000年度 | 当時未発表 | 金曜日チーム     | 金曜日                               |
| 2001年度 | 16回優勝   | 金曜日チーム     | 金曜日                               |
| 2002年度 | 20回優勝   | 金曜日チーム     | 金曜日・4年連続5回目                 |
| 2003年度 | 17回優勝   | 水曜日チーム     | 水曜日・初優勝                       |
| 2004年度 | 18回優勝   | 水曜日チーム     | 水曜日・2年連続2回目                 |
| 2005年度 | 17回優勝   | 水曜日チーム     | 水曜日・3年連続3回目                 |
| 2006年度 | 21回優勝   | 月曜日チーム     | 月曜日・8年振り3回目                 |
| 2007年度 | 19回優勝   | 水曜日チーム     | 水曜日・2年振り4回目                 |
| 2008年度 | 16回優勝   | 水・金曜日チーム | 水曜日・2年連続5回目 金曜日・6年振り |
| 2009年度 | 28回優勝   | 金曜日チーム     | 金曜日・2年連続                      |
| 2010年度 | 12回優勝   | 金曜日チーム     | 金曜日・3年連続で今年最後の優勝      |

- 2010年度のエンディング部分では『曜日対抗いいとも!選手権』の年間総合優勝チームが表彰式が実施されなかった。

### 曜日対抗いいともCUP
| 年度     | 優勝回数 | 優勝曜日チーム | 各曜日の優勝回数    |
| -------- | -------- | -------------- | ------------------- |
| 2011年度 | 7回優勝  | 金曜日チーム   | 金曜日・4年連続優勝 |
| 2012年度 | 21回優勝 | 金曜日チーム   | 金曜日・5年連続優勝 |
| 2013年度 | 18回優勝 | 金曜日チーム   | 金曜日・6年連続優勝 |
| 2014年度 | 370点    | 金曜日チーム   | 金曜日・7年連続優勝 |

- 2011年度からは『曜日対抗森田杯2011』 → 『曜日対抗いいともCUP』にリニューアルした。

## 森田一義アワー笑っていいとも! グランドフィナーレ 感謝の超特大号
2014年（平成26年）3月31日（月曜日）、昼の通常放送を以て番組は最終回を迎え、7時間後の同日の夜・ゴールデンタイム・プライムタイム（20:00 - 23:14）に約31年半の放送を記念したスペシャル番組『森田一義アワー笑っていいとも! グランドフィナーレ 感謝の超特大号』がフジテレビ本社より生放送された。
平均視聴率は28.1%、瞬間最高視聴率は23:10の33.4%、録画再生率は5.6%で、有終の美を飾った。

### プロモーション

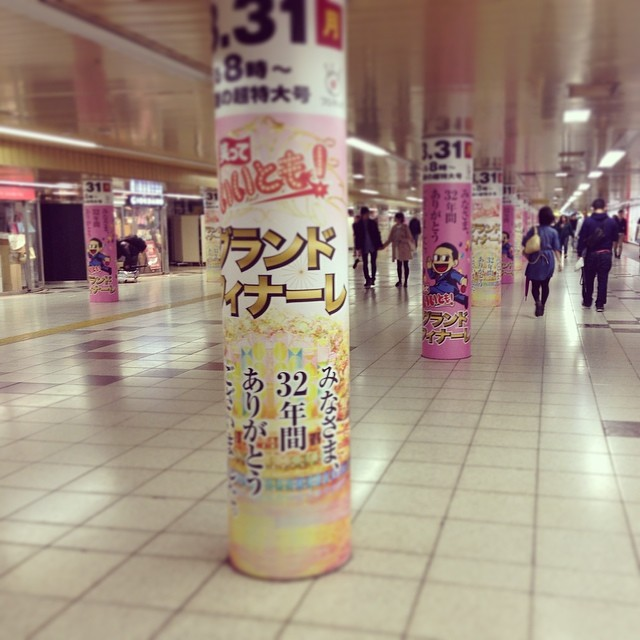
新宿駅地下歩道に掲示された“グランドフィナーレ 感謝の超特大号”の宣伝広告看板（2014年3月30日）

- 『笑っていいとも!』の最終回目前にさしかかると、タモリが共演者からの祝福や番組宣伝を兼ねて、『めちゃ2イケてるッ!』（同年3月1日放送）、『SMAP×SMAP』（同年3月24日放送）、『とんねるずのみなさんのおかげでした』（同年3月27日放送）、『めざましテレビ』（同年3月28日放送）に、それぞれゲスト出演した。
- 最終回の放送日（2014年3月31日）限定でYahoo! JAPANのトップページが番組のロゴやタモリのイラスト付きだったり、「最終回祝ってくれるかな?」のボタンや特設サイトの掲載、スペシャル動画配信など、番組の約31年半の放送と最終回を祝福する仕様だった[7]。またJR山手線車両の一つに最終回を伝えるラッピング広告が3月19日から放送日まで掲示された[8]他、新宿駅地下歩道からルミネエスト新宿側の地上階段まで宣伝広告[注 133]を展開した。

### 当日の内容
オープニングの「ウキウキWatching」大合唱後には『笑っていいとも!』への出演はこれが最初で最後となる吉永小百合が中継で出演。吉永直筆による感謝のメッセージ色紙と高級ブランドのバッグ、花束がスタジオにいたタモリに贈られ、タモリ自身も思わず赤面していた。
番組内では、タモリと明石家さんまの長すぎるトーク（「テレフォンショッキング」での登場から「タモリ・さんまの日本一の最低男」へと繋がる流れ）にしびれを切らしたダウンタウン（浜田雅功・松本人志）とウッチャンナンチャン（内村光良・南原清隆）がステージに乱入、さらに、ダウンタウンとはそれぞれ不仲説が噂されていた共演経験が極端に少ないとんねるず（石橋貴明・木梨憲武）との共演NG説に自ら言及した松本の発言をきっかけに本来なら番組後半から出演予定だったとんねるずと長らく共演が途絶えていた爆笑問題（太田光・田中裕二）、そしてナインティナイン（岡村隆史・矢部浩之）が次々と乱入し、その後、裏番組の関係で出演を控えていた笑福亭鶴瓶や観覧席から呼ばれる形で中居正広も参加して、それぞれ全員と満遍なく共演経験がある中居が一時仕切る形でフリートークが展開された。これらに伴い、それぞれレギュラー番組や冠番組を多く持つお笑い界・テレビ界のビッグネーム（岡村曰く「本来なら交わることのなかった人たち」）が一堂に会するという「奇跡の共演」が実現し、ネットを中心に話題となった。また、さんまは浜田に白いガムテープで口をふさがれたため、「（盛り上がりのピークが来たんで）俺が出続けてもこれ以上のことは出来ない」と感じてスタジオを後にしたという。2019年にマイナビニュースが募集した「平成に放送されたテレビバラエティ番組の中で、最も“名場面”だと思うシーン」では、『第69回NHK紅白歌合戦』（2018年12月31日放送）や『SMAP×SMAP 最終回』（2016年12月26日放送）などを押さえて、このシーンが1位に選ばれている。
番組中盤ではタモリに贈る曲として、SMAPの5人が「ありがとう」を生歌唱。後半では最末期の各曜日レギュラー陣が感謝のスピーチを述べ、最後にタモリが、
と視聴者に謝辞を述べ、直ぐに関根勤がタモリに近寄って「今、一番 何がしたいですか?」と質問すると「早く酒が飲みたい!」と言って関根の笑いを誘っていた（これが『笑っていいとも!』約31年半の歴史の中で最後の笑いとなった）。その後に草彅剛の提案で「ウキウキWatching」の大合唱が行われてそして「明日も見てくれるかな？」の決め台詞で出演者と観客全員が「いいともー!!」と叫ぶと、大量の紙吹雪が舞台両脇のキャノン砲から発射され、「ありがとうございました! 感謝します!!」というタモリの挨拶をもって約31年半の番組の長い歴史にピリオドを打った。

### その他
- 番組の放送終了後には、深夜0時頃から朝7時頃まで打ち上げパーティーがヒルトン東京お台場にてタモリ・現レギュラー・一部の歴代レギュラー・番組スタッフが参加して行われた。パーティー会場にはタモリの似顔絵が描かれたクッキーが配られており、小倉久寛は「ちょっと切ない春だった」とブログで感想を述べている[16]。
- ネット局のうち、FNSフルネット26局では全局同時ネットで放送されたほか、テレビ宮崎は翌4月1日未明（3月31日深夜）の0:54 - 4:08、テレビ大分は4月5日の13:00 - 16:15（いずれもJST）にそれぞれ遅れネットで放送した。その一方で、番組終了までレギュラー放送を同日時差ネットした青森テレビ（TBS系列）では放送されなかった。

### 出演者（グランドフィナーレ）
| ＜月曜日＞ - 香取慎吾（SMAP） - 三村マサカズ（さまぁ〜ず） - 千原ジュニア（千原兄弟） - 渡辺直美 - 指原莉乃（HKT48） - 武井壮 | ＜火曜日＞ - 中居正広（SMAP） - 大竹一樹（さまぁ〜ず） - バナナマン（設楽統・日村勇紀） - ローラ - 澤部佑（ハライチ） | ＜水曜日＞ - 太田光（爆笑問題） - タカアンドトシ（タカ・トシ） - 柳原可奈子 - 栗原類 - パンサー（向井慧・尾形貴弘・菅良太郎） - アルコ&ピース（酒井健太・平子祐希） - ウエストランド（井口浩之・河本太） | ＜木曜日＞ - 笑福亭鶴瓶 - 山崎弘也（アンタッチャブル） - ベッキー - ピース（綾部祐二・又吉直樹） | ＜金曜日＞ - 関根勤 - 草彅剛（SMAP） - 田中裕二（爆笑問題） - 劇団ひとり - 木下優樹菜 - 鈴木浩介 | ＜青年隊＞ - noon boyz | ＜アナウンサー＞ - 生野陽子 - 久代萌美 - 三田友梨佳 - 倉田大誠 - 内田嶺衣奈 - 斉藤舞子 - 竹内友佳 | ＜特別レギュラー＞ - とんねるず（石橋貴明・木梨憲武） - 岡村隆史（ナインティナイン） |

| - 吉永小百合（中継） - 明石家さんま - ダウンタウン（浜田雅功・松本人志） - ウッチャンナンチャン（内村光良・南原清隆） - 矢部浩之（ナインティナイン） - 木村拓哉・稲垣吾郎（SMAP） |

| - 青木さやか - 秋元才加 - 麻木久仁子 - あさりど（堀口文宏・川本成） - 東幹久 - 安達祐実 - 飯尾和樹（ずん） - 磯野貴理子 - 小倉久寛 - 小倉優子 - おさる - おすぎとピーコ - オスマン・サンコン - 乙葉 - 片岡鶴太郎 - 勝俣州和 - 加藤紀子 - KABA.ちゃん - ガレッジセール（川田広樹・ゴリ） - 神田利則 | - キャイ〜ン（ウド鈴木・天野ひろゆき） - キングコング（西野亮廣・梶原雄太） - 工藤兄弟（工藤順一郎・工藤光一郎） - 桑野信義 - 坂下千里子 - 佐々木希 - 三瓶 - 品川庄司（品川祐・庄司智春） - 柴田理恵 - 島崎俊郎 - 清水圭 - 清水ミチコ - 鈴木紗理奈 - シャ乱Q（まこと・たいせい） - DAIGO - ダチョウ倶楽部（肥後克広・寺門ジモン・上島竜兵） - 田中康夫 - 千秋 - デーブ・スペクター - 出川哲朗 | - 中澤裕子 - 野沢直子 - 野々村真 - はいだしょうこ - 橋田壽賀子 - はしのえみ - ヒロミ - 松尾貴史 - 松村邦洋 - マリエ - 萬田久子 - 南野陽子 - 峰竜太 - 三船美佳 - 森口博子 - 森公美子 - 柳沢慎吾 - 山口紗弥加 - 山本晋也 - よゐこ（濱口優・有野晋哉） | - ランディ・マッスル - ロッチ（中岡創一・コカドケンタロウ） - ロンドンブーツ1号2号（田村淳・田村亮） - 渡辺正行 以上77名 |

## 視聴率
（いずれも関東地区、ビデオリサーチ調べ）
- 『特大号』における視聴率トップ3は、1986年12月の29.3パーセント、1988年12月の28.6パーセント、2014年3月グランドフィナーレの28.1パーセント[18]。番組開始当初から、これまで20%台をキープしていた視聴率も2004年には16.7%までに低落（詳細はエピソードを参照）。2005年以降は放送時間を30分短縮して、21:00から23:54までの2時間54分の枠で放送され、放送時間が3時間となったのは14年ぶりのことであった。また、2年連続で10%台だった視聴率も、2006年は20%（前年比+1%）へ回復した。しかし、2004年・2005年の「2年連続の20%割れ、10%台」に続き、その後は2007年から2009年まで3年連続で10%台へ低落 (18.0%)、「20%割れ、10%台」の記録を更新してしまった。しかも、2007年以降、『特大号』初の「3年以上の20%割れ、10%台」という事態となり、2010年には過去最低 (15.4%) となってしまった。2011年は17.1%だったが、2012年は放送時間が最長でありながら第1部が10.8%、第2部が13.3%と最低記録を更新し、歴代最低記録となった。年末の最終回となった2013年は13.7%と歴代2番目の最低視聴率となり、最終的に「7年連続の20%割れ、10%台」となった。2014年の『グランドフィナーレ 感謝の超特大号』は28.1%となり、かつてと同水準の高視聴率を記録し、瞬間最長視聴率は33.4%を記録した。
- 1982年 - 2003年までは毎年どの年も10%台に下がることなく、20%台をキープ。
- 2004年は16.7%と、20%を割ってしまう。
- 2006年は20.0%を記録した。
- 2007年-2009年は18.0%と、当時過去2番目の最低視聴率だった。
- 2010年は15.4%と、過去最低視聴率を記録してしまう。
- 2011年は17.1%と、視聴率が回復する。
- 2012年は第1部が10.8%、第2部が13.3%と、過去最低視聴率を更新。
- 2013年は13.7%を記録した。
- 2014年の『グランドフィナーレ 感謝の超特大号』は28.1%を記録した（瞬間最高視聴率は33.4%）。録画再生率は5.6%。

## スタッフ

### 2014年（第36回）
| - 構成： 高平哲郎、鶴間政行、鈴木おさむ、樋口卓治、都築浩、 高須光聖、酒井健作、大井達朗、天野慎也、横山雄一郎、 今村クニト、飯田延孝、山内正之、三木聡、小野高義、 樅野太紀、金森直哉、桝本壮志、大平尚志、大野ケイスケ、 大井洋一、酒井義文、くらなり、野々村友紀子、宮森亮、浅井哲郎 - 振付：渡辺美津子、JUN - 音楽：鷺巣詩郎、伊藤銀次、鈴木宏昌 - 編曲：前山田健一 - TD（テクニカルディレクター）・SW（スイッチャー）：石田智男 - SW：藤谷治男 - カメラ：上田容一郎 - VE：小川英治 - 音声：戸田裕生 - 照明：八木原伸治 - 中継TD：山本宏 - 音響効果：小堀一、越塚仁士、矢野千尋 - 美術制作：井上明裕 - デザイン：山本修身、棈木陽次 - 美術進行：椛田学、矢野雄一郎、伊藤則緒、鈴木真吾 - 大道具：西田武史、多田文彦、中本晃幸、畠山茂、田中裕士、平野順之 - 持道具：後藤綾（京阪商会） - 装飾：高祖朋世 - メイク：大高里絵、大友麻衣子 - 電飾：田上淳子、鈴木健也、田中信太郎、中みつ子、太田真由美 - 生花装飾：山寺由美 - アートフレーム：菅沼和海 - アクリル装飾：木村敏和、森美男 - 特殊効果：中溝雅彦、川上勝大 - 特殊装置：青木紀和 - CG（コンピュータグラフィック）：岡本英士、秋里直樹 - CG送出：大竹雄一郎 | - タイトル：岩崎光明 - 電子タイトル：鈴木みなみ - 装飾タイトル：竹内理恵 - 編集：鈴木敬二、渡邊実（IMAGICA） - MA（マルチオーディオ）：倉光恵一 - スタイリスト：木下克之、萩原寿江（共にガット） - 連絡：小林琴美、弦牧和子 - TK（タイムキーパー）： 椿本眞澄、渓口美保子、伊佐次千恵子、三宅真理、海老澤廉子、 水越理恵、星美香、槇加奈子、山口奈保美、西田恵子 - 編成：夏野亮、加藤達也（共にフジテレビ） - 広報：小中ももこ（フジテレビ） - 調査：渡邉杏子 - FD（フロアディレクター）：内田義之（フジテレビ） - AP：黒柳法子（フジテレビ） - 監修：黒木彰一（フジテレビ） - オブザーバーD：印田弘幸、鈴木剛（共にオイコーポレーション） - 制作プロデューサー：及川俊明、伊戸川俊伸（共にオイコーポレーション） - プロデューサー：春名剛生、上野貴央、河本晃典（全員フジテレビ） - ディレクター： 中川将史・鈴木善貴・山田賢太郎・高橋正尚（フジテレビ） 杉原裕一（オイコーポレーション）、庄司裕暁（FCC）、東隆志（クリーク・アンド・リバー社）、河井二郎（共同テレビ）、渋谷曜 - 演出：木月洋介（フジテレビ） - チーフプロデューサー：中嶋優一（フジテレビ） - 技術協力： スタジオアルタ、OKK、fmt、デジデリック、SUNPHONIX、 日放、明光セレクト、INTERNATIONNAL CREATIVE、レントアクト昭特 - 運営：BEEPS、グループファイブ、松本明美 - リサーチ：リベラス - 制作協力：田辺エージェンシー - 制作：フジテレビバラエティ制作部 - 制作著作：フジテレビ |

### 歴代スタッフ
- 構成：内田英一、永井準、清水東、加藤芳一、藤沢めぐみ、岩立良作
- 振付：土居甫
- スタイリスト：矢野悦子
- TD（テクニカルディレクター）：小原秀行
- カメラ：武井正喜、斉藤幸雄（以前はTD）
- 音声：藤坂勝、栗原博一
- 映像→VE（ビデオエンジニア）：平石裕明
- 照明：加無木克志、藤巻朋子
- 音響効果：来代直・藁谷良雄（OKK）
- 美術制作：鈴木武治
- デザイン：山本修身
- 美術進行：小野秀樹、馬場克之
- タイトル：高柳義信
- 装飾：石田博己
- 衣裳：鹿倉二三男
- 大道具：葦野新平
- 電飾：土屋正昭
- メイク：小熊清美、佐藤恭子
- アクリル装飾：佐々木真由美
- 視覚効果：福島信夫、高橋信一
- 編集：真壁一郎・鈴木敬二（IMAGICA）
- 中継技術：八峯テレビ、共同テレビ
- ディレクター：木村基子、上田建、笠井雅旭、多胡章弘
- チーフディレクター：塩谷亮
- プロデューサー：濱野貴敏、北口富紀子
- プロデューサー → チーフプロデューサー：横澤彪、佐藤義和、荻野繁、山縣慎司、鈴木恵悟、荒井昭博（荻野・鈴木・荒井→以前はディレクター）、坪田譲治、石井浩二、清水泰貴

## ネット局と放送時間
| 放送対象地域  | 放送局                                          | 系列                                                        |
| ------------- | ----------------------------------------------- | ----------------------------------------------------------- |
| 関東広域圏    | フジテレビ (CX) 『笑っていいとも!特大号』制作局 | フジテレビ系列                                              |
| 北海道        | 北海道文化放送 (UHB)                            | フジテレビ系列                                              |
| 岩手県        | 岩手めんこいテレビ (MIT)                        | フジテレビ系列                                              |
| 宮城県        | 仙台放送 (OX)                                   | フジテレビ系列                                              |
| 秋田県        | 秋田テレビ (AKT)                                | フジテレビ系列                                              |
| 山形県        | さくらんぼテレビ (SAY)                          | フジテレビ系列                                              |
| 福島県        | 福島テレビ (FTV)                                | フジテレビ系列                                              |
| 新潟県        | 新潟総合テレビ (NST)                            | フジテレビ系列                                              |
| 長野県        | 長野放送 (NBS)                                  | フジテレビ系列                                              |
| 静岡県        | テレビ静岡 (SUT)                                | フジテレビ系列                                              |
| 富山県        | 富山テレビ (BBT)                                | フジテレビ系列                                              |
| 石川県        | 石川テレビ (ITC)                                | フジテレビ系列                                              |
| 福井県        | 福井テレビ (FTB)                                | フジテレビ系列                                              |
| 中京広域圏    | 東海テレビ (THK)                                | フジテレビ系列                                              |
| 近畿広域圏    | 関西テレビ (KTV)                                | フジテレビ系列                                              |
| 島根県 鳥取県 | 山陰中央テレビ (TSK)                            | フジテレビ系列                                              |
| 岡山県 香川県 | 岡山放送 (OHK)                                  | フジテレビ系列                                              |
| 広島県        | テレビ新広島 (TSS)                              | フジテレビ系列                                              |
| 愛媛県        | テレビ愛媛 (EBC)                                | フジテレビ系列                                              |
| 高知県        | 高知さんさんテレビ (KSS)                        | フジテレビ系列                                              |
| 福岡県        | テレビ西日本 (TNC)                              | フジテレビ系列                                              |
| 佐賀県        | サガテレビ (STS)                                | フジテレビ系列                                              |
| 長崎県        | テレビ長崎 (KTN)                                | フジテレビ系列                                              |
| 熊本県        | テレビくまもと (TKU)                            | フジテレビ系列                                              |
| 大分県        | テレビ大分 (TOS)                                | 日本テレビ系列 フジテレビ系列 クロスネット局                |
| 宮崎県        | テレビ宮崎 (UMK)                                | フジテレビ系列 日本テレビ系列 テレビ朝日系列 クロスネット局 |
| 鹿児島県      | 鹿児島テレビ (KTS)                              | フジテレビ系列                                              |
| 沖縄県        | 沖縄テレビ (OTV)                                | フジテレビ系列                                              |